# Langeoog
Langeoog (ostfriesisch für ‚lange Insel‘) ist mit einer Fläche von knapp 20 km² die drittgrößte der Ostfriesischen Inseln im Nordwesten Deutschlands. Diese Inseln sind dem Festland des Landes Niedersachsen zwischen der Mündung der Ems und der Weser in der Deutschen Bucht vorgelagert. Mit einer Länge von rund 12 km ist die Düneninsel Langeoog länger als ihre Nachbarinseln Spiekeroog im Osten und Baltrum im Westen, aber kürzer als Norderney und Juist. Die Inselgemeinde Langeoog gehört als Einheitsgemeinde zum Landkreis Wittmund.

## Geografie

Lage von Langeoog innerhalb der Ostfriesischen Inseln

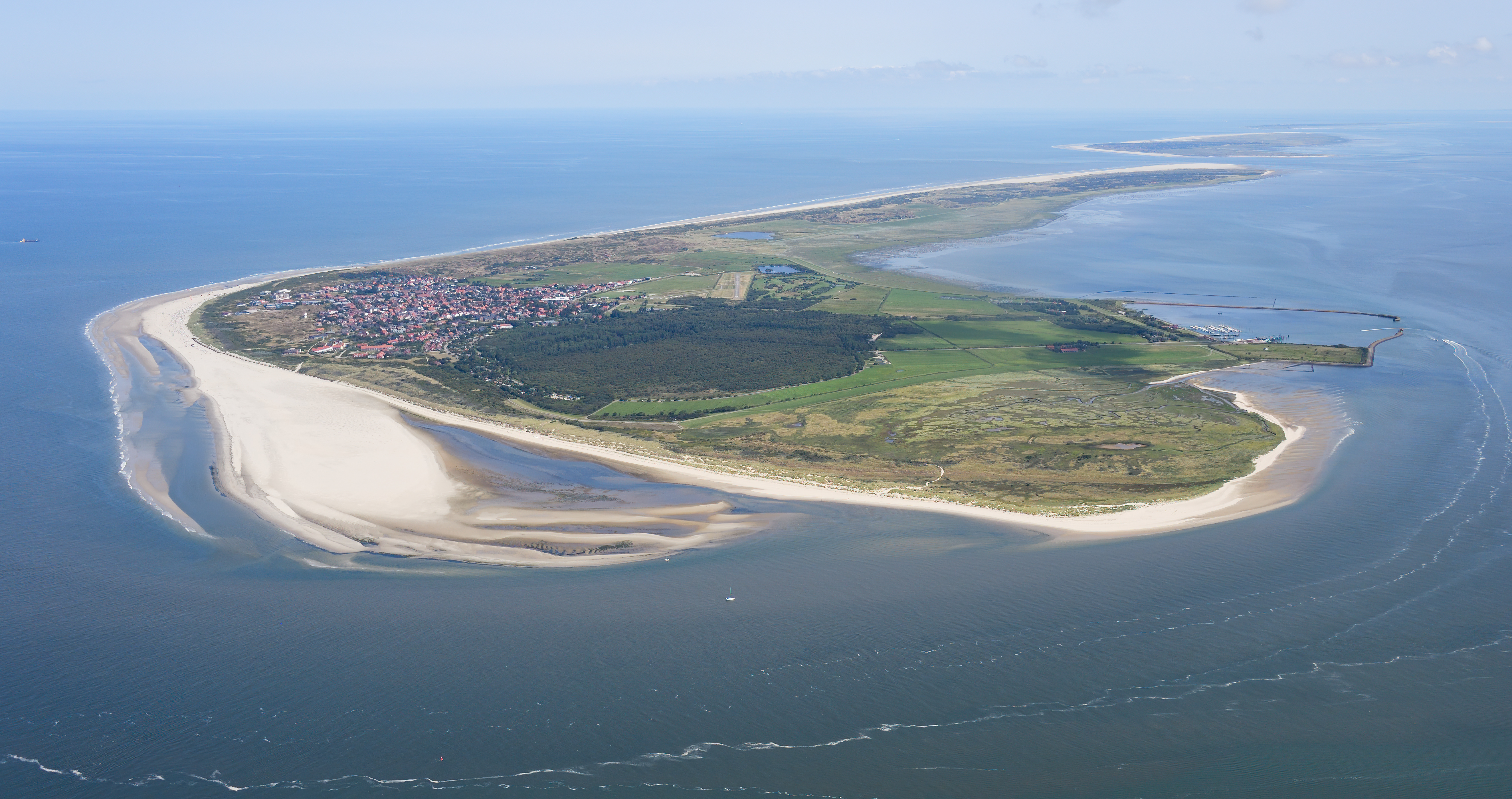
Langeoog von Südwesten aus der Luft gesehen; dahinter Spiekeroog und Wangerooge

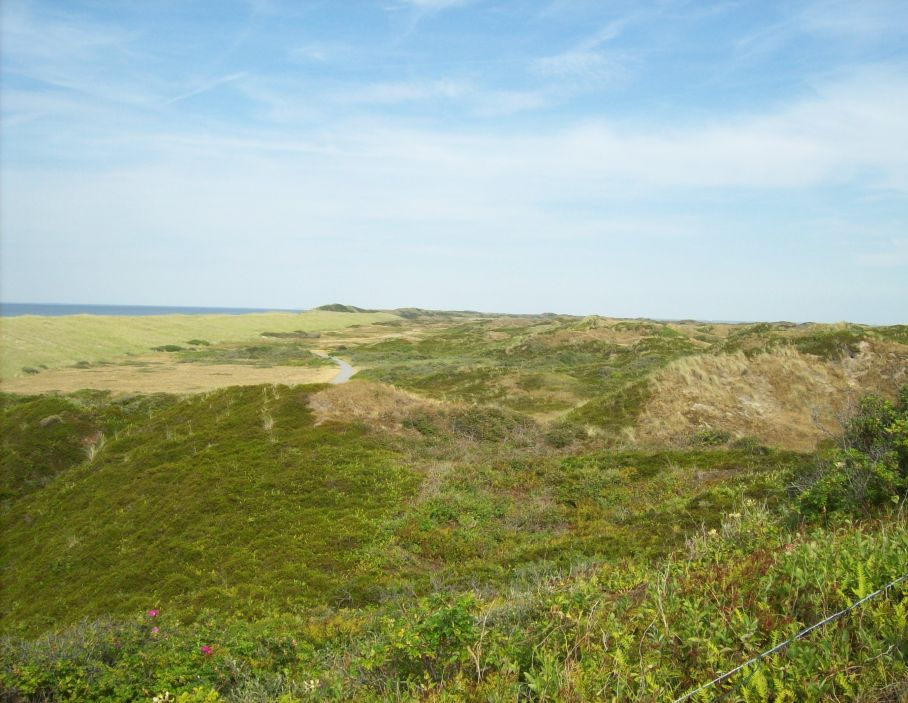
Das Pirolatal vom Standort der ehemaligen Seenotbeobachtungsstation aus gesehen. Große Teile der seewärtigen Dünen des Pirolatals wurden künstlich aufgeschüttet

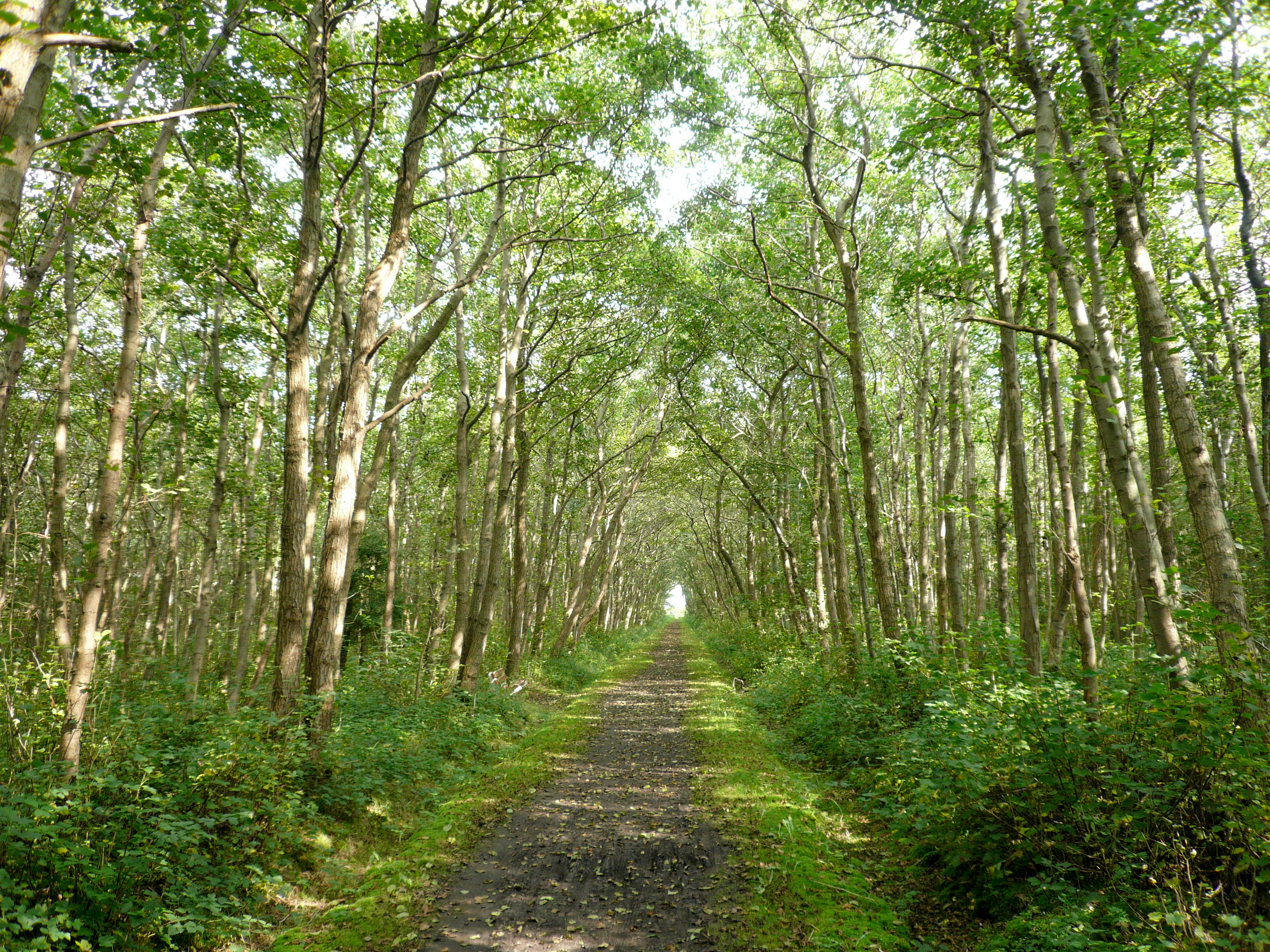
Im Inselwald von Langeoog

Blick auf den Ort vom Wasserturm

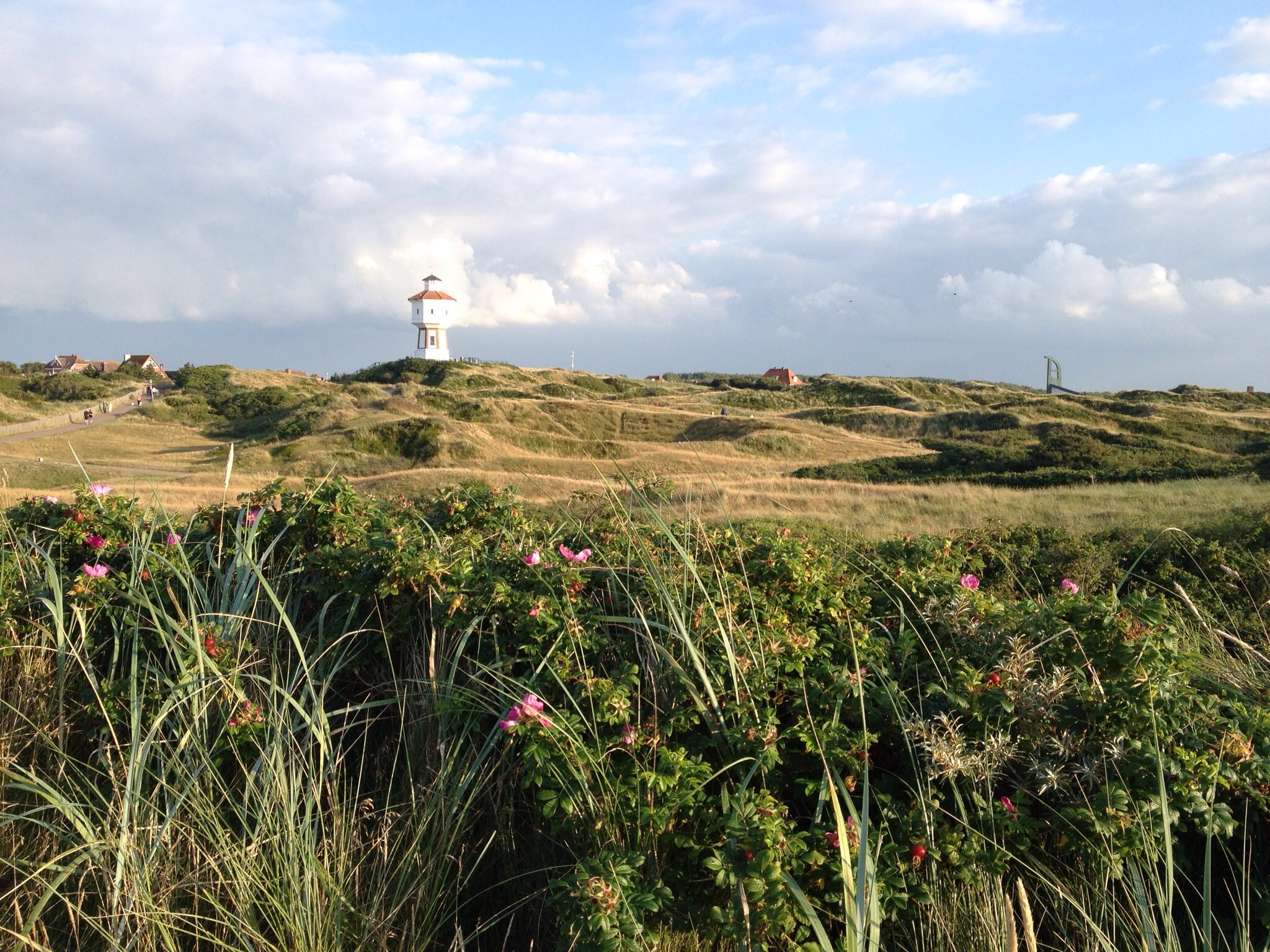
Die Kaapdünen auf Langeoog, im Hintergrund der Wasserturm

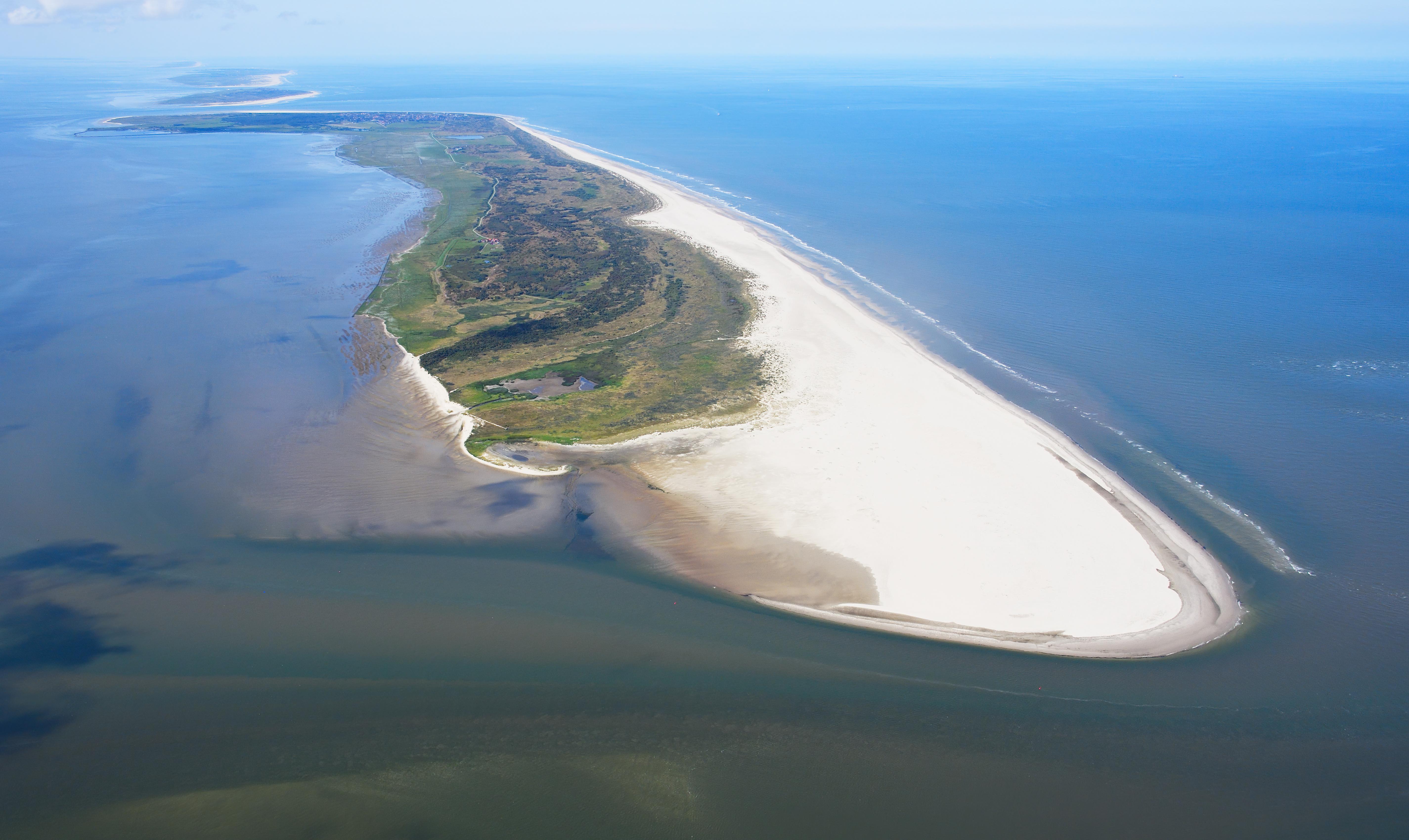
Langeoog von Osten aus der Luft gesehen; im Vordergrund der Osterhook

### Geografische Lage
Langeoog gehört zu den Inseln vor der Küste Ostfrieslands. Teile der Insel und das Wattenmeer um die Insel gehören zum Nationalpark Niedersächsisches Wattenmeer. Nachbarinseln sind, getrennt durch die Seegatte Otzumer Balje, Hullbalje und Schillbalje, Spiekeroog im Osten und Baltrum knapp zwei Kilometer entfernt im Westen, getrennt durch das Accumer Ee. Die Entfernung von der südlichsten Spitze der Insel bis zum Festland beträgt vier Kilometer. Die Areale im Wattbereich südlich der Insel in Richtung Festland heißen (von West nach Ost) Dornumer Nacken, Accumersieler Balje, Neiderplate, Dollart, Ruteplate, Langeooger Plate, Stüversplate, Hungat Plate und Seriemer Watt. Der große Priel Rute führt südlich der Ruteplate in Richtung Hullbalje.

### Beschreibung
Langeoog hat eine Fläche von rund 20 Quadratkilometern und einen etwa 14 Kilometer langen Sandstrand. Diesem schließt sich eine Dünenlandschaft mit bis zu 20 m hohen Dünen an. Die Dünenbereiche sind von Westen nach Osten wie folgt angeordnet: Flinthörndünen, Süderdünen, Kaapdünen und Heerenhusdünen.
Unter den ostfriesischen Inseln ist Langeoog die einzige, die bisher seeseitig ohne massive Küstenschutzbauwerke auskommt, um die Strände und Dünen gegen andauernde Erosionen zu schützen.
Im Südwesten der Insel befindet sich das sogenannte Flinthörn (Flint ist ein Synonym für Feuerstein) und Hörn bedeutet Fluthaken, Landspitze. Das ausgeprägte Salzwiesen- und Dünengebiet entstand mit der Zeit aus einer eigenständigen, sich anlagernden Sandbank. Begünstigt durch den von 1937 bis 1944 errichteten Flinthörndeich entwickelte sich das Deichvorland ungestört von der Sandbank über die unterschiedlichsten Stadien der Dünenentwicklung bis hin zu den älteren Graudünen. Seit 1963 steht das Flinthörn unter Naturschutz und darf nicht mehr betreten werden. Eine Ausnahme bildet der „Naturpfad Flinthörn“. Ausgehend vom 7,4 Meter hohen Flinthörndeich führt er über 1,5 Kilometer zu einer Beobachtungsplattform am Dünenrand und weiter bis zum Flinthörnstrand. Start und Ende des Naturpfades sind durch Stelen gekennzeichnet. Bebilderte Informationstafeln erläutern die vorkommenden Lebensräume mit ihren Vogel- und Pflanzenarten.
Nördlich der Flinthörndünen folgen die Süderdünen. Südöstlich davon liegt ein ausgedehnter Inselwald, der dort nach dem Zweiten Weltkrieg auf dem ehemaligen Militärflugplatz entstand. Der Wald wird von Wander-, Rad- und Reitwegen sowie einem Fitnesspfad durchzogen. Am Rande erstreckt sich eine Schrebergartenkolonie.
An die Süderdünen schließen sich in nordöstlicher Richtung die Kaapdünen an. Sie trennen die Wohnbebauung des Inseldorfes von den hier beginnenden offiziellen Strandabschnitten. Ein gepflasterter Weg führt als „Höhenpromenade“ durch die Dünen in Richtung Osten bis zu den Heerenhusdünen, denen sich das langgezogene Pirolatal anschließt. Südlich der beiden letztgenannten Gebiete befindet sich im Inselinneren das sogenannte Meedland. Es wird im Süden vom alten, 1932/1933 errichteten Polderdeich begrenzt. Der Deich trägt auch den Namen Schniederdamm (Sniederdiek), da er unter Aufsicht eines Langeooger Schneiders in Notstandsarbeit errichtet wurde. Zu Beginn des Zweiten Weltkriegs verlor er seine Bedeutung durch den Neubau eines vier Meter hohen, südöstlich in Richtung Hafen verlaufenden Seedeichs. Der neue Deich wurde 1971 auf 6,16 bis 6,80 Meter erhöht.
In der östlich vom Pirolatal verlaufenden Dünenlandschaft liegt der Schloppsee (Sloppersee) nahe dem Großen Schlopp (Grote Sloop). Der See entstand erst 1971 durch Sandentnahme für den Küstenschutz. Es folgen die Melkhörndünen mit der etwa 20 m hohen Melkhörndüne. Sie ist die höchste Erhebung der Insel und war mit einstmals 21,3 Metern Höhe lange Zeit auch die höchste natürliche Erhebung Ostfrieslands. Das Melkhörn (= Melkecke) verdankt seinen Namen dem Umstand, dass hier an der ehemaligen 1. Meierei bis 1952 die Kühe gemolken wurden. Heute ist im Gebäude die Langeooger Jugendherberge untergebracht. Östlich der Melkhörndünen erstreckt sich nach dem Kleinen Schlopp (Lütje Sloop) ein Dreebargen genanntes Gebiet. Bis zum Inselende am Osterhook nimmt der Bewuchs und die Ausprägung der Dünen kontinuierlich ab.
Im südlichen Gebietsabschnitt des Großen und Kleinen Schlopp wurde in den Jahren 1934 und 1935 ein 218 ha großes Salzwiesenareal durch die Errichtung eines 5,5 Kilometer langen Sommerdeiches vom Wattenmeer abgetrennt, sodass ein Sommerpolder entstand. Dieser wurde in den Jahren von 2002 bis 2005 renaturiert, als man im Zuge der Verlegung der Europipe I und II – Gasleitungen im Accumer Ee eine Kompensationsfläche für diesen Eingriff in die Natur brauchte. Durch die Beseitigung des Sommerdeiches wurde der ursprüngliche Gebietscharakter wiederhergestellt.
Obwohl Langeoog vom Salzwasser der Nordsee umgeben ist, befindet sich im Sediment unterhalb des Inselkerns ein Süßwasservorkommen, das je nach Dünenhöhe unterschiedlich groß ist. Das Vorkommen in Form einer mächtigen Süßwasserlinse ist seit mehreren Jahren stark gefährdet, da die Sturmfluten im Winter die Schutzdünen nördlich des Pirolatals immer mehr abbrechen lassen.

### Anstieg des Meeresspiegels
Große Teile von Langeoog liegen nur wenige Meter über Normalhöhennull. Dadurch ist die Insel vom weltweiten Anstieg des Meeresspiegels infolge der globalen Erwärmung langfristig bedroht. Bisher war kein signifikanter Anstieg des Wasserstands zu erkennen; erwartet wird er ab der zweiten Hälfte des 21. Jahrhunderts. Das Land Niedersachsen richtet seine Küstenschutzstrategie im Nordseebereich darauf aus, dass der Meeresspiegel laut dem Bericht des Weltklimarats (IPCC) von 2019 bis zum Jahr 2100 um 60 bis 110 cm steigen wird. In der Folge ist eine erosionsbedingte Gefährdung von Stränden und Vorstränden zu erwarten, was sich negativ auf den Tourismus auf der Insel auswirken würde. Zum Schutz soll die Umsetzung des 2010 erstellten „Generalplans Küstenschutz - Ostfriesische Inseln“ des Niedersächsischen Landesbetriebes für Wasserwirtschaft, Küsten- und Naturschutz (NLWKN) beitragen.
Einige Einwohner von Langeoog verklagten 2018 das europäische Parlament und den Rat der Europäischen Union wegen Nichteinhalten von Klimaschutzzielen.
2019 wies das Gericht der Europäischen Union den Antrag als unzulässig ab. Die Kläger kündigten an in Revision zu gehen.

### Flächennutzung
Die Flächenaufteilung der Insel Langeoog ist detailliert in der folgenden Tabelle angegeben:
| Flächennutzung (Stand 2005)                | Fläche in ha | Anteil in % |
| ------------------------------------------ | ------------ | ----------- |
| Bauflächen                                 | 102          | 05,2        |
| Flächen für den Gemeinbedarf               | 009          | 00,4        |
| Verkehrsflächen                            | 024          | 01,2        |
| Ver- und Entsorgungsflächen                | 005          | 00,3        |
| Grünflächen                                | 049          | 02,4        |
| Landwirtschaftsflächen                     | 555          | 28,2        |
| Forstwirtschaftsflächen                    | 104          | 05,3        |
| Wasserflächen                              | 059          | 03,0        |
| Flächen für Aufschüttungen und Abgrabungen | 008          | 00,4        |
| Sonstige Flächen                           | 10540        | 53,6        |
| Gesamtfläche                               | 19670        | 100,00      |

### Klima und Wetterextreme
Auf der Insel Langeoog herrscht ein Seeklima mit eher milderen Wintern und kühleren Sommern. Das durchschnittliche Jahrestemperaturmittel liegt bei 8,8 °C. Das Monatstemperaturmittel liegt im Februar bei 1,1 °C, im August bei 16,4 °C. Seit 2000 werden durchschnittlich 14 Tage im Jahr mit einer Höchsttemperatur über 25 °C (sogenannte Sommertage) registriert. Die jährliche Niederschlagsmenge liegt bei 680 Millimetern, wobei der August der niederschlagsreichste Monat ist. Der geringste Niederschlag ist im März zu verzeichnen.
Es wird von jeweils harten Eiswintern in den folgend aufgeführten Jahren berichtet:
- 1929 – In diesem Jahr machte das zugefrorene Wattenmeer die Schiffspassage zwischen Januar und März unmöglich. Jedoch konnte die geschlossene Eisdecke mittels Wagen, teilweise auch Autos, überquert werden.[17]
- 1955/1956 – Über Wochen lag auch hier der Fährverkehr lahm. Die Inselversorgung wurde über die Seenotrettungsboote Borkum, Lübeck und Langeoog gewährleistet.[18]
- 1962/1963 – Infolge wochenlanger Abgeschnittenheit mit bis zu drei Meter hoch am Strand aufgetürmten Eisschollen erfolgte die Versorgung mit Bundeswehr-Hubschraubern.[19]

### Inselschutz
Auf der Seeseite ist Langeoog nur durch natürliche Dünen, die als Schutzdünen bezeichnet werden, vor den Kräften der Nordsee geschützt. Die Dünen sind über 20 Kilometer lang, sie beginnen im Südwesten am Flinthörn und enden im Osten der Insel am Osterhook. Massive Schutzanlagen wie Stein- oder Spundwände sind nicht vorhanden. 2018 wurden vom Land Niedersachsen durch den Niedersächsischer Landesbetrieb für Wasserwirtschaft, Küsten- und Naturschutz (NLWKN) mit Finanzaufwendungen von 2 Millionen Euro aus den Mitteln der Bund-Länder-Gemeinschaftsaufgabe Küstenschutz im Anschluss an bereits 2017 vorgenommene Sandaufspülungen noch einmal 200.000 Kubikmeter Sand auf einer Länge von 1,5 Kilometern am oberen Strandbereich zum Ausgleich noch fehlender Höhen aufgespült. Dies diente der Sicherung der Dünen vor dem Pirolatal und damit dem Schutz des Pirolatals vor dem Einbrechen von Wasser bei Sturmfluten. Der Schutz des Pirolatals ist für die Sicherung der Siedlung nötig. Unter diesem Tal liegt die Süßwasserlinse, aus der das Trinkwasser für Langeoog gewonnen wird. Bei einer Überflutung des Tals würde es mit Salzwasser vermischt und damit ungenießbar.

## Flora und Fauna

### Heidekrautgewächse
Der Name des Pirolatals geht auf die wissenschaftliche Bezeichnung Pyrola rotundifolia (oder auf den französischen Trivialnamen Pirole/Pyrole – aufgrund der Zugehörigkeit zu Frankreich in der Napoleonischen Zeit) des unter Naturschutz stehenden Rundblättrigen Wintergrüns zurück, welches früher das Gelände kennzeichnete. Seit dessen Trockenlegung ging der Bestand zurück, und es entwickelte sich eine Krähenbeerheide, für die auf den Nordseeinseln die Schwarze Krähenbeere (Empetrum nigrum) charakteristisch ist. Beide Pflanzenarten zählen zur Familie der Heidekrautgewächse (Ericaceae).

### Vögel

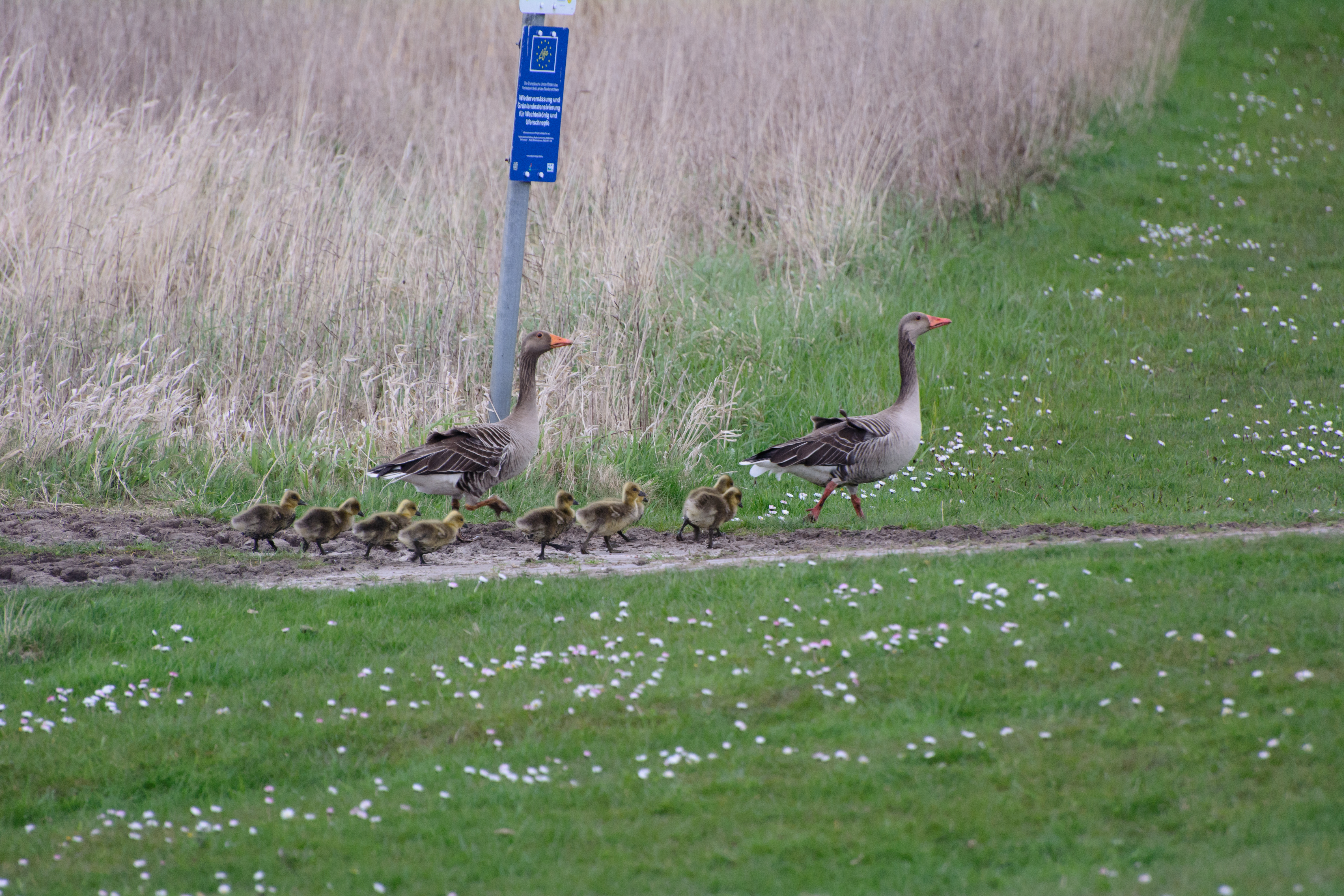
Graugänsepaar mit Brut an der Grenze des Schutzbereichs

Langeoog beherbergte zeitweise die größte Silbermöwenkolonie Deutschlands mit bis zu 30.000 Brutpaaren. Zum Schutz dieser Vogelart und ihrer Brutgebiete besteht seit 1875 im Bereich Dreebargen mit der Möwenkolonie das älteste Naturschutzgebiet auf der Insel. Durch Veränderungen der Umweltbedingungen, etwa durch Schließung von offenen Mülldeponien, sind aktuell lediglich noch 10 % des in den 1930er Jahren gezählten Bestands und somit rund 2000 bis 2500 Silbermöwen-Paare vorhanden. Fasane, Turmfalken, Rotschenkel, Austernfischer, Zwergseeschwalben und andere Seeschwalbenarten gehören neben einer Vielzahl weiterer Vogelarten zu den ebenfalls auf der Insel vorkommenden Vögeln.

### Säugetiere

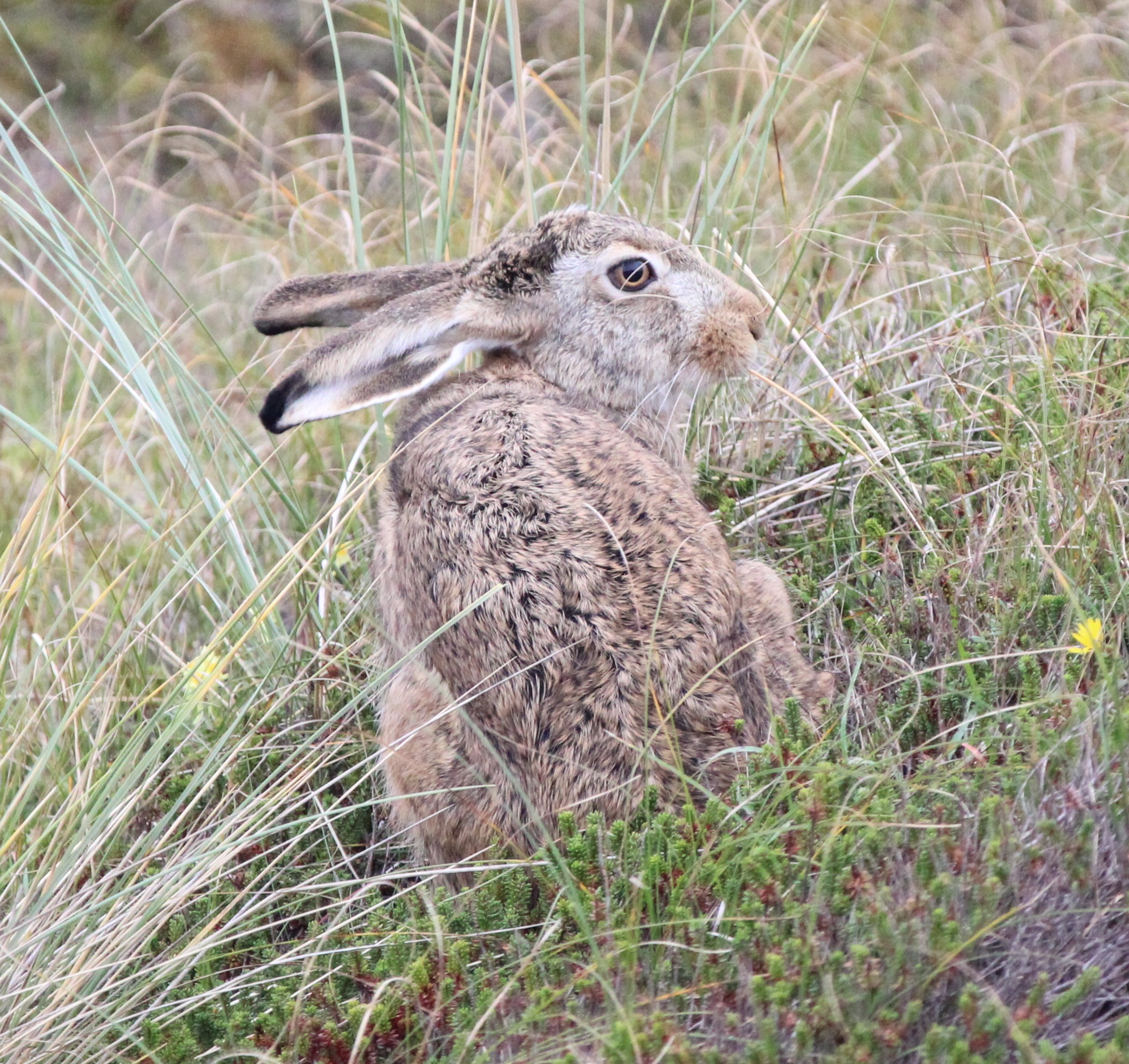
Feldhase unterhalb der Melkhörndüne

Seit 1958, als ein Bock sowie zwei Ricken seitens des Jagdpächters ausgesetzt wurden, gibt es Rehe auf Langeoog. Mitte der 1980er Jahre bevölkerten etwa 80 dieser Tiere die Insel.
Ferner existiert eine Feldhasen-Population, die Mitte der 1980er Jahre rund 600 bis 700 Tiere umfasste. Diese geht offenbar auf gezieltes Aussetzen im späten 19. Jahrhundert zurück.
Die „ursprünglich“ auf der Insel heimischen „verwilderten“ Kaninchen (Nachkommen von Hauskaninchen, bloßer Zuchtformen des Wildkaninchens), gab es Ende des 19. Jahrhunderts nicht mehr. Es mag sich um Nachkommen in der frühen Neuzeit „ausgebüxter“ Hauskaninchen gehandelt haben. Zum einen sollen sich seit den 1850er Jahren die Badegäste an der Kaninchenjagd erfreut haben, zum anderen erging 1869 eine Verordnung, die Kaninchen auf allen Inseln auszurotten.

## Geschichte

### Entstehung der Insel
Die Ostfriesland vorgelagerten Inseln waren nicht wie die Nordfriesischen Inseln mit dem Festland verbunden. Vor etwa 10.000 Jahren dehnte sich das Festland noch weit in die Nordsee hinein bis zur Doggerbank und zur englischen Küste aus. Danach begann – als Folge der Eisschmelze nach der letzten Eiszeit und des dadurch bedingten Anstiegs des Meeresniveaus – eine Überflutung des Gebietes, welches die heutige Deutsche Bucht bildet. Durch das Zusammenspiel von Strömung, Wasser und Wind lagerte sich Sand ab, der im Laufe der nächsten Jahrtausende zu Sandbänken anwuchs. Die Sandbänke, die auch bei Flut nicht mehr überschwemmt wurden (siehe Kachelotplate), bildeten den idealen Boden für diverse Pflanzen, die mit ihren Wurzeln als Bodenbefestiger fungierten. Dieser Bewuchs erleichterte die Bildung von Dünen und ermöglichte so das Wachstum der Inseln.

### Antike und Mittelalter

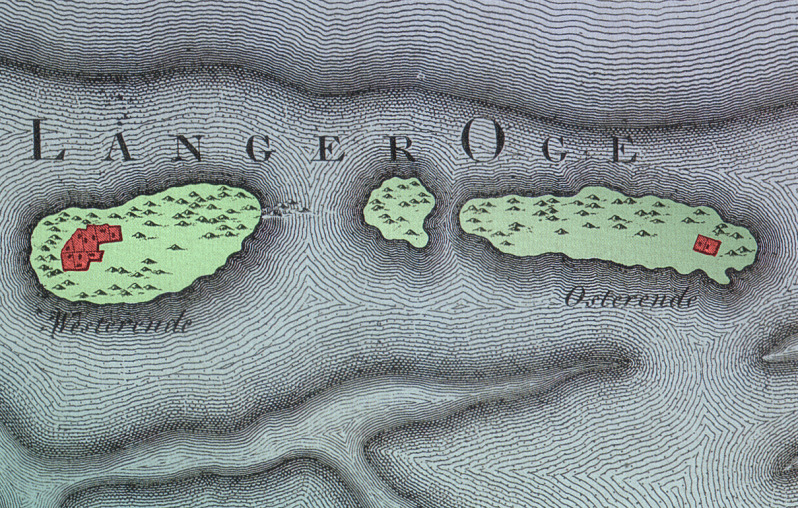
Karte der Insel Langer Oge von Karl Ludwig von Le Coq 1805: Hauptinsel Westerende mit Inseldorf und zwei Teilinseln, auf dem Osterende eine Siedlung

Die erste überlieferte Erwähnung der Ostfriesischen Inseln findet man bei Strabon, einem griechischen Historiker und Geographen in römischen Diensten. Berichtet wird von der Besetzung einer Insel nahe der Emsmündung namens Burchana durch Drusus. Auch Plinius der Ältere berichtet über Burchana.
Bei Aufzeichnungen zu den Kreuzzügen werden Borkum, Juist, Memmert, Buise und Bant erwähnt. 1227 sammelte sich vor diesen Inseln eine Flotte ostfriesischer Kreuzfahrer zum fünften Kreuzzug. 1229 ließ sich der Staufer Friedrich II. mit Hilfe dieser Flotte zum König von Jerusalem krönen.
Zu dieser Zeit muss auch Langeoog bereits besiedelt gewesen sein, denn das Ostfriesische Urkundenbuch verzeichnet einen Mord im Hafen Ackumhe (Accumer Ee). Er ist noch heute der Name des Seegatts zwischen der westlichen Nachbarinsel Baltrum und Langeoog. Die Namensanalogie legt den Schluss nahe, dass dieser Hafen ein früherer Inselhafen Langeoogs war.

### Häuptlingszeit

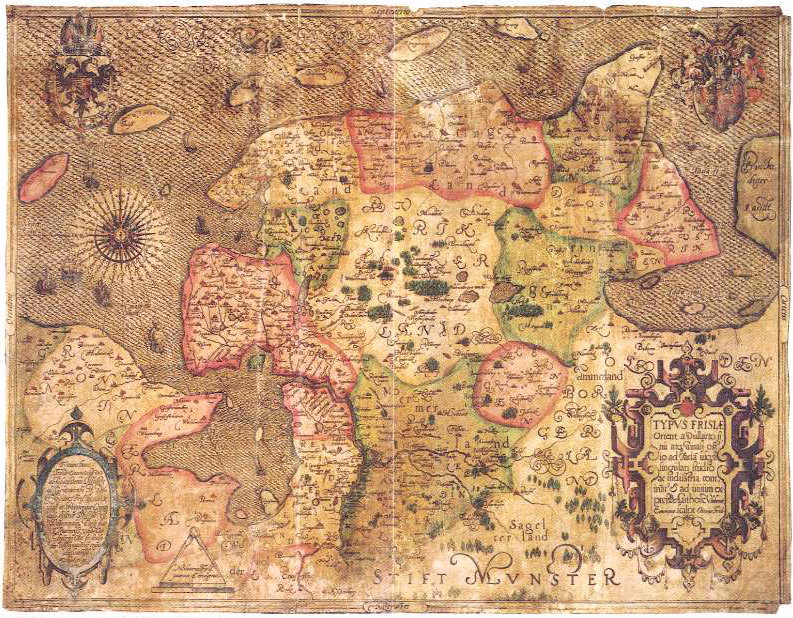
Karte Ostfrieslands im 16. Jahrhundert durch Ubbo Emmius

Während der Häuptlingszeit von 1350 bis 1464 gehörten die ostfriesischen Inseln zum Herrschaftsgebiet der Familie tom Brok. Widzeld tom Brok ist die erste urkundliche, namentliche Erwähnung Langeoogs zu verdanken: Im Jahr 1398 übertrug er dem Herzog Albrecht von Bayern, der auch Graf von Holland und Herr von Ostfriesland war, das Lehen über Langeoch.
1464 setzte sich das Geschlecht der Cirksena mittels politischer und militärischer Winkelzüge gegen die meisten der ostfriesischen Häuptlinge durch. Ulrich I. war der erste Reichsgraf aus diesem Geschlecht. Die zum Lehen gehörenden Inseln blieben aber auch in dieser Zeit politisch unbedeutend. Sowohl die alten als auch die neuen Herren hatten nur wenig Interesse an den Inseln, solange sie ihr Drittel bei Strandbergungen bekamen.

### Neuzeit
Als erster namentlich bekannter Siedler ist der von 1619 bis 1692 die Insel bewohnende Beyffe Eyben verzeichnet. Der erste namentlich erwähnte Inselvogt war Melchior Edden Garmer. Im Jahr 1630 umfasste sein Obrigkeitsgebiet sieben Haushaltungen mit 35 Bewohnern.
Zu Beginn des 16. Jahrhunderts wurde die Küste Ostfrieslands von einigen schweren Sturmfluten wie der Zweiten Cosmas- und Damianflut 1509 oder der Antoniflut 1511 heimgesucht. Von konkreten Auswirkungen auf die Insel ist nichts bekannt. Im Zeitraum von 1650 bis 1700 musste das Dorf mehrfach infolge Sandflugs verlagert werden. So wurde im Osten der Insel 1666 eine Kirche errichtet und auch für die Jahre 1702 bis 1706 wird von einem Kirchbau und der Errichtung eines Ostdorfs in der Nähe der Melkhörndünen berichtet.
Ferner ist zu lesen, dass die Petriflut am 22. Februar 1651 zu einem Durchbruch der Insel geführt hat. Ein Bericht des Pastors Balthasar Arend aus dem Jahre 1684 lässt aber zumindest keinen Rückschluss auf eine zweigeteilte Insel im Berichtszeitpunkt zu.
Die Weihnachtsflut 1717 riss die Insel in der Nähe des Großen Schlopp (Grote Sloop; Sloop bezeichnet dabei einen linienhaften Dünendurchbruch) in zwei Teile. Die Kirche und das Pfarrhaus wurden dabei zerstört, das zu diesem Zeitpunkt wieder im Westteil der Insel befindliche Dorf beschädigt. Bis auf vier Familien verließen daraufhin die Bewohner die Insel. Nach einer weiteren schweren Sturmflut wurde die Insel im Jahr 1721 komplett verlassen.
1723 versuchten Helgoländer unter Führung von Jacob Jacobsen trotz Verbots des damaligen Helgoländer Landesherrn, König Friedrichs von Dänemark, die Insel wieder zu bevölkern, gaben jedoch nach wenigen Jahren wieder auf. Erst 1732 wurde die Insel wieder dauerhaft von drei Familien besiedelt, doch wird auch für das Jahr 1736 berichtet, dass die Bewohner die Insel wieder verließen. 1740 entstand die Domäne Ostende. Nach dem Tode Carl Edzards 1744, des letzten Fürsten von Ostfriesland aus dem Hause Cirksena, fiel ganz Ostfriesland und damit auch Langeoog an das Königreich Preußen. 1749 existierten vier Gehöfte im Westen der Insel und ein Gehöft im Bereich der heutigen Meierei. Für das Jahr 1777 wurden neben einer Einwohnerzahl von 39 auch 129 Nutztiere (82 Schafe, 23 Kühe, 19 Kälber und 5 Pferde) auf der Insel registriert.
Ihr Leben bestritten die Bewohner durch Fisch- und Walfang. Der äußerst lukrative Walfang endete jedoch um 1780, als ein Seekrieg zwischen den Niederlanden und Großbritannien jegliche Schifffahrt unterband. Außerdem wurde Muschelschill verkauft. Bei Schill (wie Schale, wortverwandt mit dem engl. shell) handelt es sich um Muschelschalen, die Meeresströmung und Brandung an der Insel ablagerten. Früher wurden sie für die Herstellung von Kalk abgebaut.

### Napoleonische Zeit
Infolge der Niederlage Preußens 1806 gegen Napoleon I. trat Preußen im Frieden von Tilsit 1807 alle Hoheitsgebiete westlich der Elbe ab, darunter auch Ostfriesland mit Langeoog. Napoleon schlug das „Department Oost-Vriesland“, darin eingeschlossen auch Langeoog, dem Königreich Holland zu, das von seinem Bruder Louis regiert wurde. Damit gerieten die Insulaner in die Auseinandersetzungen zwischen Frankreich und England mit dem Seehandelsverbot durch die französische Kontinentalsperre. Auf Langeoog und anderen ostfriesischen Inseln blühte in dieser Zeit der Schmuggel. Vom damals britischen Helgoland wurden Waren über Langeoog zum Festland gebracht. Um den Schmuggel zu unterbinden, annektierte Napoleon kurzerhand das Königreich Holland und stationierte auf Langeoog bis zu 200 französische Soldaten. Hierzu errichtete man unweit der Meierei in den Dünen die heute nicht mehr erkennbare Napoleonschanze. Ähnliche Befestigungen wurden auch auf Norderney und Spiekeroog errichtet. Die Stationierung der Soldaten hinderte die Langeooger jedoch nicht am Schmuggel, kannten sie ihr Watt mit Ebbe und Flut doch wesentlich besser als die Franzosen.
In der Folge der gescheiterten Russlandfeldzüge wurde Langeoog 1813 wieder kurzzeitig preußisch. Allerdings mussten die Preußen ganz Ostfriesland beim Wiener Kongress an das Königreich Hannover abtreten. Der Frieden zwischen den Siegermächten entzog dem Schmuggel die Grundlage.
1824 schrieb der Chronist Friedrich Arends:

„Die Insel Langeoog liegt beinah 2 Stunden von der Küste entfernt, jedoch in zwei Theile zerrissen, die nur bei Ebbezeit zusammenhängen, zusammen 2 Stunden Länge haltend, bei nicht 1/4 Stunde Breite. Sie zählt nur 45 Einwohner, wovon einige auf dem östlichen Theil, dem Ostende wohnen, die anderen auf Westerende, welche aber bald ihre Häuser nach jenem Theil versetzen müssen, da die See ihnen ganz nahe ist, und wie bei den anderen Inseln, immerfort an der westlichen Seite Abbruch thut.“

Ein Jahr nach dieser Niederschrift entstanden durch eine Sturmflut das Große und das Kleine Schlopp, die Salzwiesen versandeten. Gleichzeitig kam der lokale Fischfang durch die aufkommende Schleppnetzfischerei fast vollständig zum Erliegen. Einen neuen Geschäftszweig eröffnete das 1797 gegründete Nordseebad Norderney. Die Langeooger lieferten Möweneier nach Norderney, die dort zum maritimen Frühstück angeboten wurden.
Eine Sturmflut im Februar 1825 hatte die Versandung der Äcker auf der Insel zur Folge. Im gleichen Jahr begann die bis 1851 andauernde Ausbildung der Flinthörndünen im Südwesten der Insel. Bei der Volkszählung von 1842 wurden 118 Einwohner auf der Insel gezählt.

### Einsetzen des Bädertourismus

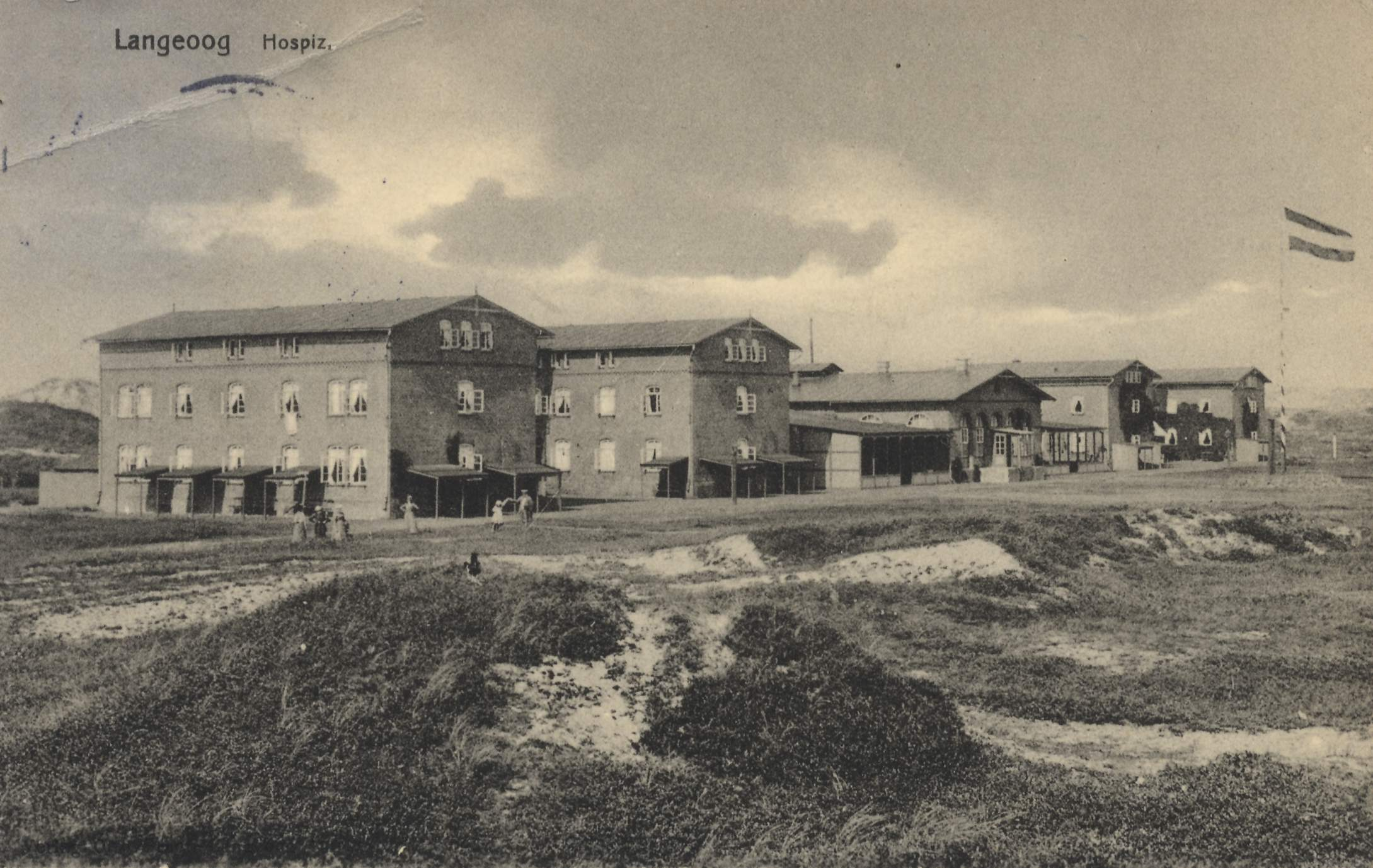
Hospiz auf Langeoog, Postkarte (ca. 1906)

Im Jahr 1830 begann mit dem ersten Badegast, dem Amtsrichter Albert Wilhelm von Vangerow aus Aurich, die touristische Entwicklung der Insel. Ab diesem Jahr bestand auch erstmals eine regelmäßige Fährverbindung zum Festland. Fährmann war Cassen Frerichs. Dessen mit staatlicher Unterstützung gekaufte Schaluppe wurde ein Jahr später bei einem Sturm zerstört und anschließend wohl durch ein anderes Boot ersetzt. Ab 1839 übernahm Tjark Heeren Tjarks die Position als Fährmann und wurde nach seinem Tod 1843 von Jost H. Börgmann abgelöst. Anlaufhäfen am Festland waren nun Bensersiel und Westeraccumersiel. Die Steigerung der Gästezahlen ging zunächst langsam voran (1851: 100 Badegäste). Mit der Einrichtung einer regelmäßigen Fährverbindung zwischen Bensersiel auf dem Festland und der Insel im Jahr 1843 sollten dann auch mehr Gäste auf die Insel gelockt werden, was der Gemeinde Langeoog auch gelang. Ab 1867 bestand mittels der Schaluppe Hoffnung des Kapitäns Adam Leiss eine regelmäßige wöchentliche Verbindung zum Festland. Fünf Jahre später konnte bereits zweimal pro Woche eine Anbindung Langeoogs per Schiff gewährleistet werden, da nach Indienststellung der Arthur von Landsberg des Kapitäns Frerich Otten Leiss ein zweites Schiff zur Verfügung stand. So zählte man 1876 bereits 365 Badegäste.
1863 wurde zudem mit Zum Fürsten Schaumburg-Lippe das erste Gasthaus auf der Insel errichtet, das diesen Namen aber erst später aufgrund eines darin vorangegangenen Aufenthaltes des Fürsten von Schaumburg Lippe erhielt. 1861 errichtete der am 3. März 1861 von Steuerinspektor Breusing in Emden gegründete „Verein zur Rettung Schiffbrüchiger“ eine der ältesten Rettungsstationen an der deutschen Küste im Westteil der Insel. Nach der Niederlage Hannovers im Deutsch-deutschen Krieg von 1866 wurde Langeoog wieder preußisch. Im Herbst 1874 wurde eine Telegraphenstation auf Langeoog durch den Kaufmann Heye Broers in Betrieb genommen. 1884 wurde das Hotel Ahrenholtz, das später als Hotel Flörke firmierte, errichtet. Im Folgejahr folgten sowohl der Bau des Langeooger Inselhospiz' als auch des Aussichtszelts „Abtei“ als Vorläufer der Strandhalle. Letzteres wurde 1891 aufgrund drohender Unterspülung weiter ins Inselinnere verlegt. Außerdem fand 1885 die Eröffnung der ersten Postagentur auf der Insel statt. Der Tourismus brachte dann genügend Einnahmen, um 1892 die Deichanlagen des Kleinen Schlopps wieder instand zu setzen. Ein Jahr später wurde der Deich am Großen Schlopp geschlossen. Ab 1895 war die ärztliche Versorgung Langeoogs gewährleistet.
Im Jahre 1901 wurde die „Langeooger Pferdebahngesellschaft OHG“ gegründet, welche die Badegäste vom Fähranleger zum Bahnhof am Hospiz des Klosters Loccum brachte. Ab 1936 erfolgte die Umstellung der Pferdebahn auf eine dieselbetriebene Inselbahn mit 1000 mm Spurweite. Deren Inbetriebnahme erfolgte am 2. Juli 1937. Seitdem fährt die Inselbahn nicht mehr durch das Inseldorf bis zum Hospiz, sondern endet im heutigen Inselbahnhof am südlichen Ortsrand.

### 20. Jahrhundert bis heute

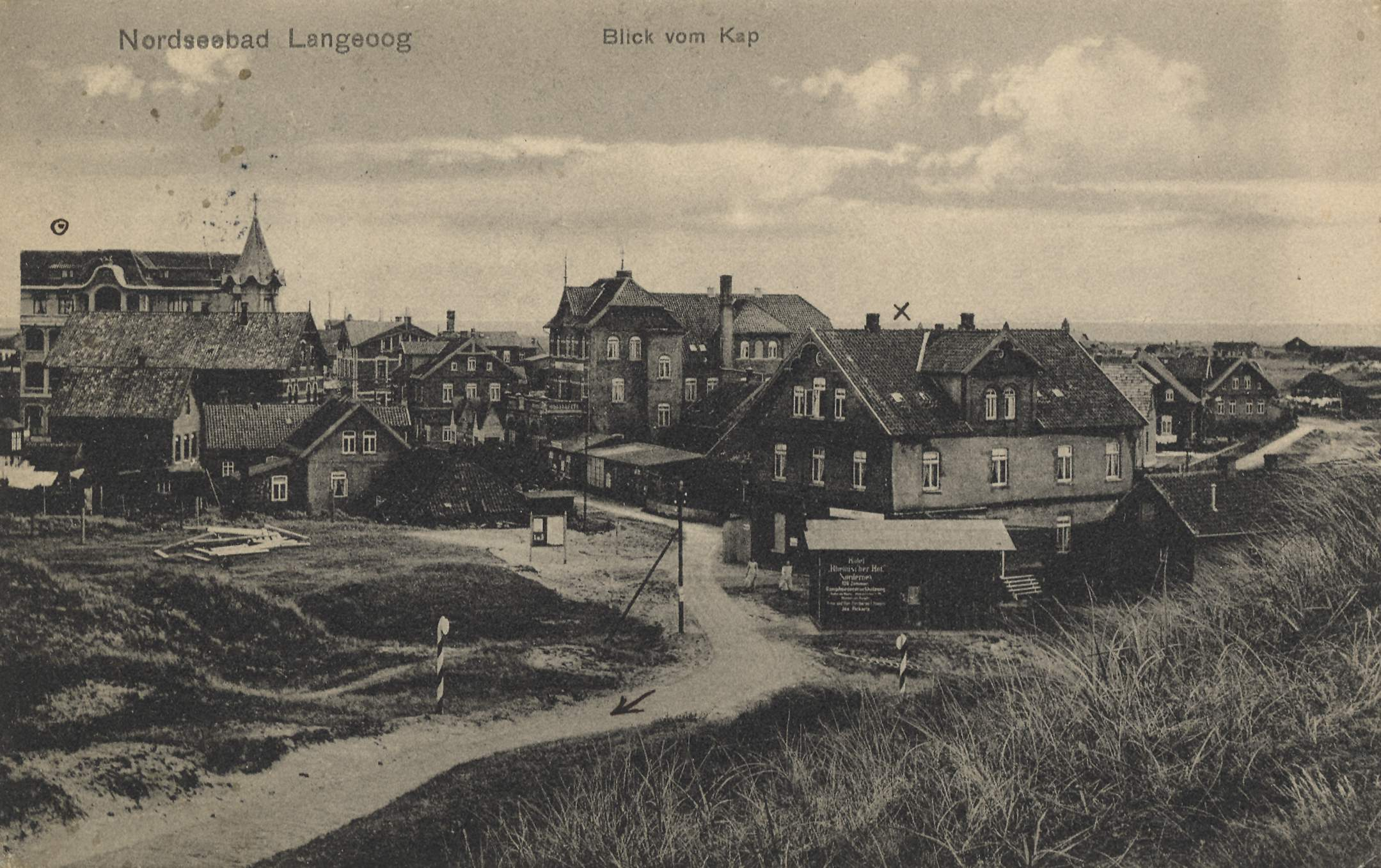
Inseldorf, Postkarte (ca. 1909)

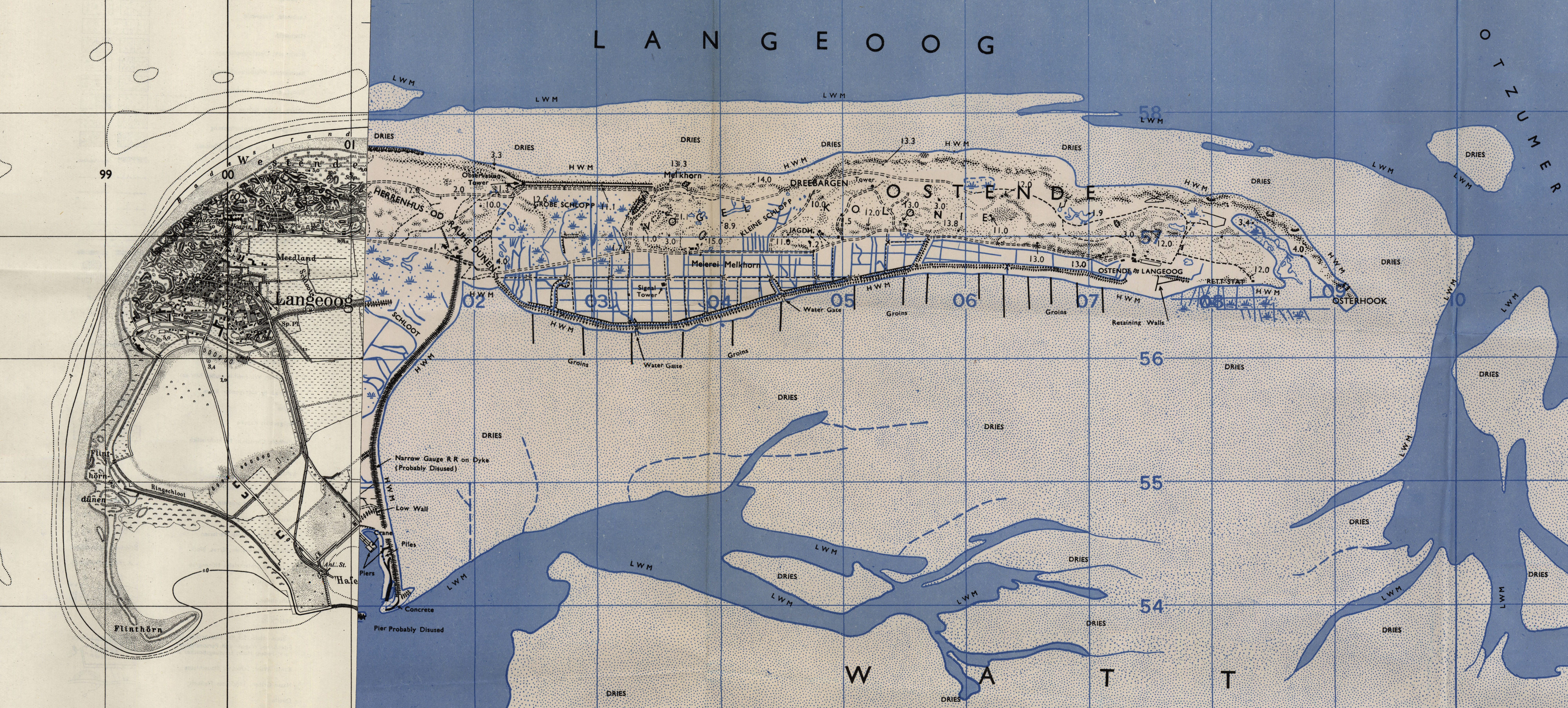
Topographische Karte von Langeoog,
zusammengesetzt aus den Blättern 2211 – Ostende Langeoog aus dem Jahr 1951 und 2210 – Baltrum aus dem Jahr 1955

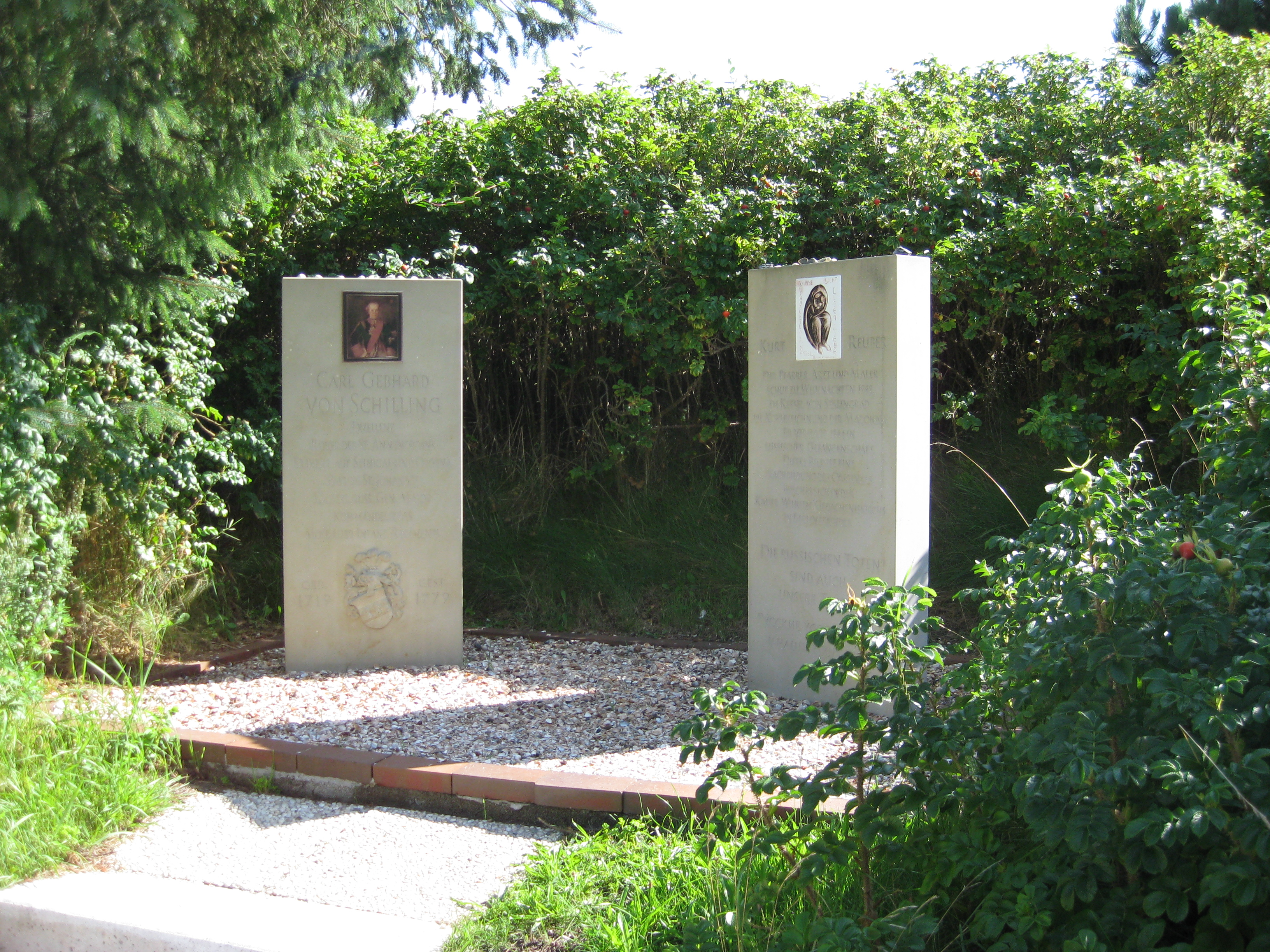
Inselfriedhof – Gedenkstelen: links, für deutsch-baltische Flüchtlinge; rechts, für russische Kriegsgefangene

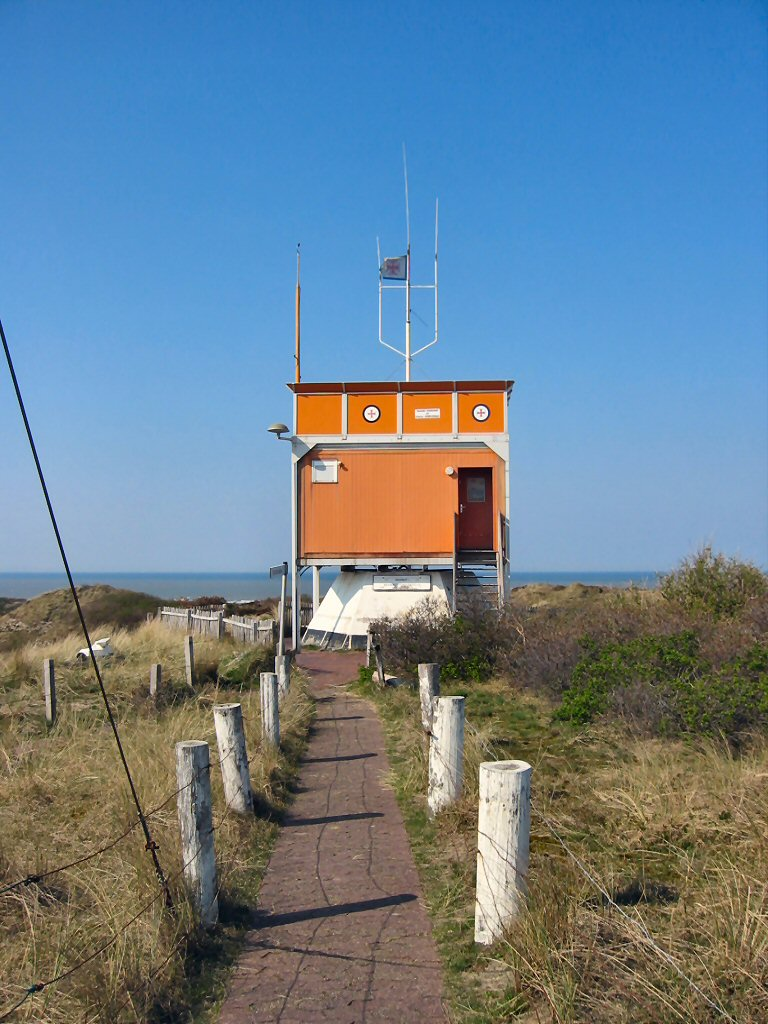
Ehemalige Seenotbeobachtungsstation (im April 2014 wegen Baufälligkeit abgebaut)

Im Jahre 1906 wurde nach einer schweren Sturmflut über Nacht ein Großteil der damals vorhandenen Hausbrunnen verschmutzt, was die Insulaner zum Bau des Wasserturms zwang. Im selben Jahr wurde der Große Schlopp durch einen Sanddamm geschlossen. 1908 wurde das Kurmittelhaus und 1909 der Wasserturm Langeoog errichtet. Bei Fertigstellung der Wasserversorgung wurden 90 Hausanschlüsse gezählt. Das öffentliche Rohrnetz mit einer gesamten Rohrlänge von 4500 Metern stellte die Wasserversorgung sicher. Mit Vertrag vom 15. März 1909 wurde die Wasserversorgung an die BAMAG Berlin auf 30 Jahre verpachtet. 1923 wurde mit der Elektrifizierung Langeoogs begonnen.
Der 1900 erbaute, 75 Meter lange Dampfer Heinrich Horn sank am 5. Dezember 1917 am Ostende der Insel in der Otzumer Balje, wo bei Niedrigwasser noch heute die Reste des in zwei Teile zerbrochenen Wracks zu sehen sind. Am 10. April 1919 strandete der Fischkutter Justitia auf einer Sandbank vor Langeoog. Die aus vier Personen bestehende Besatzung konnte mit dem Rettungsboot Reichspost gerettet werden.
Im Jahre 1927 übernahm die Kurverwaltung den gesamten Badebetrieb. Im Jahre 1929 wurde der erste Flugplatz auf Langeoog eröffnet. Im Jahre 1937 wurde der Inselbahnhof fertiggestellt, der nach mehrmaligem Umbau in den nachfolgenden Jahrzehnten 1995 durch einen Neubau ersetzt wurde.

#### NS-Zeit
In der NS-Zeit erfolgten grundlegende strukturelle und sozioökonomische Veränderung auf Langeoog, insbesondere im Rahmen des Ausbaus eines Luftwaffenstützpunktes. Bereits in den 1930er Jahren gab es sommerliche Zeltlager der Hitlerjugend auf der Insel, die auch paramilitärische Grundausbildung bereitstellten. Vom 31. Mai bis zum 3. Juni 1939 fand auf Langeoog die erste deutsche Seebädersporttagung statt. Der Reichsfremdenverkehrsverband und das Reichssportamt waren hieran beteiligt.
Zur gleichen Zeit wie das NS-Regime seine HJ-Jugendzeltlager auf Langeoog betrieb lebte dort von 1929 bis 1938 die vertriebene jüdische Familie de Heer, Besitzer des Café Dünenschlößchen, sowie eine Gruppe jüdischer Kinder aus Halberstadt die von mutigen Schwestern des Haus Bethanien versteckt und heimlich versorgt wurden. Die Insel war somit in der NS-Zeit keineswegs ein Ort der Glückseligkeit.
Spätestens ab 1939 gab es auf der Insel auch eine NSDAP-Geschäftsstelle. Naziprominenz, wie Obergebietsführer Lühr Hogrefe, Gauleiter und Reichsstatthalter Carl Röver sowie weitere „Vertreter der Bewegung“, des Staates und der Wehrmacht und selbst Adolf Hitler, besuchten gern die Insel. Die ortsansässigen Einwohner sahen das augenscheinlich gerne. Der Langeooger Ortschronist Richard Windemuth (* 6. November 1901; gest. 23. Oktober 1989) berichtete 1937 in der Ostfriesische Tageszeitung (OTZ), dem amtliche Organ der NSDAP in Ostfriesland, dass alle auf der Insel lebenden 150 Familien Mitglied in der Nationalsozialistischen Volkswohlfahrt (NSV) geworden seien und somit Langeoog die erste Ortsgruppe im Landkreis Wittmund war, in der in jedem Haushalt der Insel mindestens eine Person als Mitglied der NSV zählte. Ab dem 11. Juni 1939 galt eine neue, unter anderem Wohnraum-Verdunkelungsmöglichkeiten vorschreibende Luftschutzverordnung auf Langeoog. Die erste Langeooger Segelregatta wurde am 22. Juli 1939 durchgeführt.
1937 wurde durch eine große Landgewinnungsaktion im Südwesten der Insel ein 150 Hektar großes Gebiet geschaffen, um dort einen Flugplatz zu bauen. Schlick und Sand wurden aufgespült und dann mit Feldbahnen und Kettenfahrzeugen verteilt. Am Ortsrand wurden zwei Siedlungen für die Familien der Luftwaffenangehörigen gebaut (1939 Wohnsiedlung Heerenhus). Dabei waren Reichsarbeitsdienstler im Einsatz. Am 22. August 1940 wurden 250 französische Kriegsgefangene auf die Insel verlegt, um dort Zwangsarbeit zu leisten. Ein Jahr später, im August 1941 wurden russische Gefangene aus dem sogenannten "Russenlager" in Wietzendorf, dem Lager Schwarzer Weg, dem Stalag X D (310) in der Lüneburger Heide, als Arbeitskommando (AK) 7 nach Langeoog verfrachtet. Sie wurden bei Bauarbeiten der Luftwaffe sowie im Bunker- und Flakstellungsbau und im Straßenbau eingesetzt. Für die Sowjets gab es keine festen Behausungen, und die Verpflegung war schlecht. Die meisten Gefangenen kamen aufgrund der unmenschlichen Behandlung ums Leben. Wie viele es genau waren, ist nicht bekannt. Lediglich von 113 Gefangenen konnten die Namen ermittelt werden. Im März 1942 wurden die Überlebenden zurück nach Wietzendorf gebracht und das Lager abgerissen. Eine Gedenkstätte auf dem Dünenfriedhof Langeoog erinnert heute an deren Schicksal, ebenso wie an das der Deutsch-Balten, die 1945 als Flüchtlinge nach Langeoog kamen. Im März 1945 flüchteten ca. 360 Baltendeutsche auf die Insel, überwiegend Bewohner eines Altenheims in Schwetz (Westpreußen). Von 1945 bis 1947 lebten sie in Notunterkünften, dann im sog. "Baltenheim" (1946–1978), dem ehem. Wehrmachts-Stabsgebäude.
Der Flugplatz wurde bis zum Ende des Zweiten Weltkrieges nicht fertiggestellt. Noch heute finden sich zahlreiche Überbleibsel des früheren Flugplatzes, dessen Flugfeld nach Kriegsende von alliierten Truppen durch gezielte Sprengungen unbrauchbar gemacht wurde. Das Flugfeld wurde mit Bäumen bepflanzt und bildet das Inselwäldchen. Die ehemalige Start- und Landebahn dient heute als Wander- und Radweg. Langeoog war, mindestens in den ersten Kriegsjahren, wiederholtes Angriffsziel alliierter Flugzeuge. Diese Luftangriffe verursachten meist allenfalls Flur- oder Sachschäden. Es gab einen Scheinflugplatz; dieser wurde mehrfach von der Royal Air Force (RAF) angegriffen, unter anderem am 31. Mai und am 28. Juni 1940. Die beiden Angriffe vom 30. Juni bzw. 1. Juli 1940 hatten jeweils drei Tote zur Folge. 1941 trafen jeweils vier (2. Juni 1941) bzw. sechs Bomben (20. Juli 1941) Flug- und Scheinflugplatz. Am 7. September wurden durch Brand- und Sprengbomben die Anlegebrücke und zwei Schiffe beschädigt. 1942 kam es infolge von Luftangriffen am 18. Juni und 9. Juli zu Gebäudeschäden auf der Insel. Ein Mensch starb durch Bombentreffer am 29. Oktober. Am 3. Februar 1944 stürzte eine über Wangerooge abgeschossene Fortress II ins Langeooger Watt, wobei ein Besatzungsmitglied ertrank und fünf weitere in Kriegsgefangenschaft gerieten.

#### Nachkriegsjahre
In den Nachkriegsjahren zählte Langeoog zur britischen Besatzungszone. 1949 erhielt es die staatliche Anerkennung als Seeheilbad. Am 31. Januar 1950 sank etwa vier Seemeilen vor Langeoog (54° Nord, 7° Ost) der mit 900 Tonnen Kali beladene 743-BRT-Frachter Fidamus der Bremer Reederei Arnold Thyselius bei Windstärke 7 und Schneetreiben, wobei 8 von 16 Besatzungsmitgliedern starben. 1962 kamen erstmals mehr als 40.000 Kurgäste. Im Jahr 1976 wurde durch den Ausbau eines tideunabhängigen Hafens die Erreichbarkeit der Insel stark verbessert. Der Betrieb des Wasserturms wurde 1996 eingestellt. Er dient heute als Aussichtsplattform in 23 m über NN.
Auf den Heerenhusdünen am Ostrande des Ortes stand bis zum April 2014 die alte Seenotbeobachtungsstation der Insel. Der weithin sichtbare orangefarbene Kastenbau der DGzRS stand auf einer 21 m hohen Düne. Der nach dem Abbau verbliebene Sockel der Station stammt aus dem Zweiten Weltkrieg und diente damals einem Radargerät vom Typ Würzburg-Riese. Die Seenotbeobachtungsstationen, von denen es an der deutschen Küste insgesamt 19 Stationen gab, dienten im Seenotfall als Bindeglieder in der Alarmierungskette. Sie wurden 2005 außer Dienst gestellt. Der Abbau der nicht mehr genutzten Station auf Langeoog erfolgte wegen ihres schlechten baulichen Zustands.
Vom 29. Oktober bis zum 2. November 2017 lag nördlich von Langeoog der Massengutfrachter Glory Amsterdam auf Grund.

### Bevölkerungsentwicklung

Bevölkerungsentwicklung von 1680 bis 2017

| Jahr | Einwohner |
| ---- | --------- |
| 1680 | 0062      |
| 1777 | 0039      |
| 1830 | 0035      |
| 1842 | 0118      |
| 1885 | 0202      |
| 1968 | 2724      |

| Jahr | Einwohner |
| ---- | --------- |
| 1975 | 2690      |
| 1985 | 3050      |
| 1990 | 2030      |
| 2000 | 2000      |
| 2009 | 1953      |
| 2011 | 1968      |

| Jahr | Einwohner |
| ---- | --------- |
| 2017 | 1779      |

## Religion

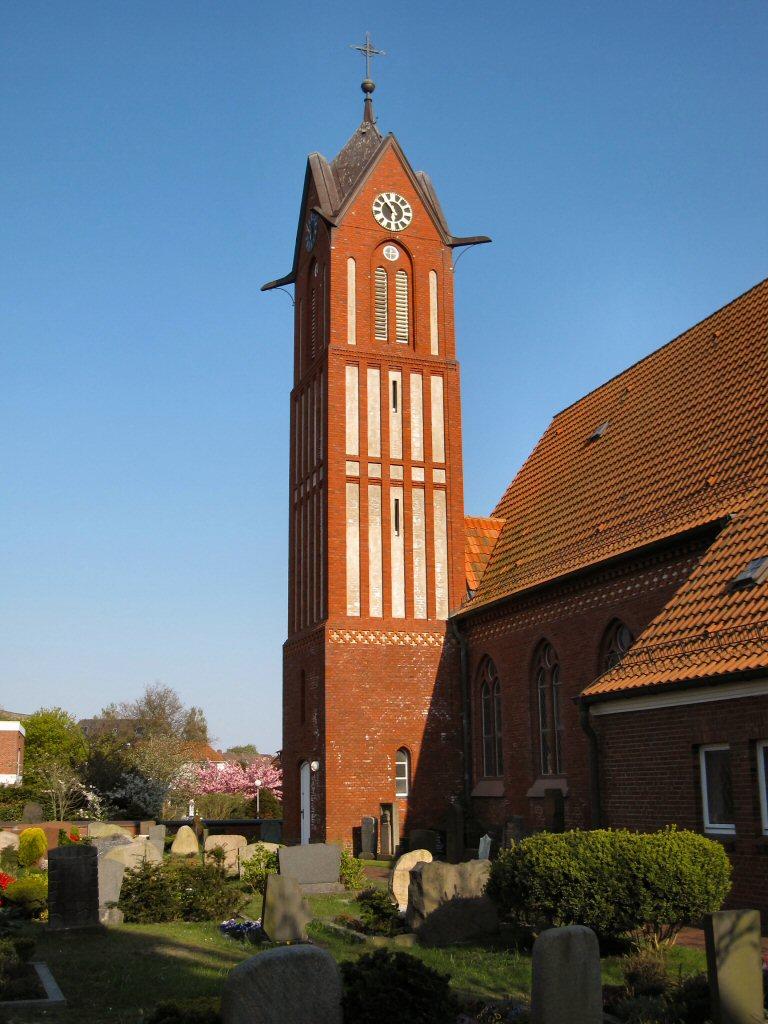
Inselkirche Langeoog

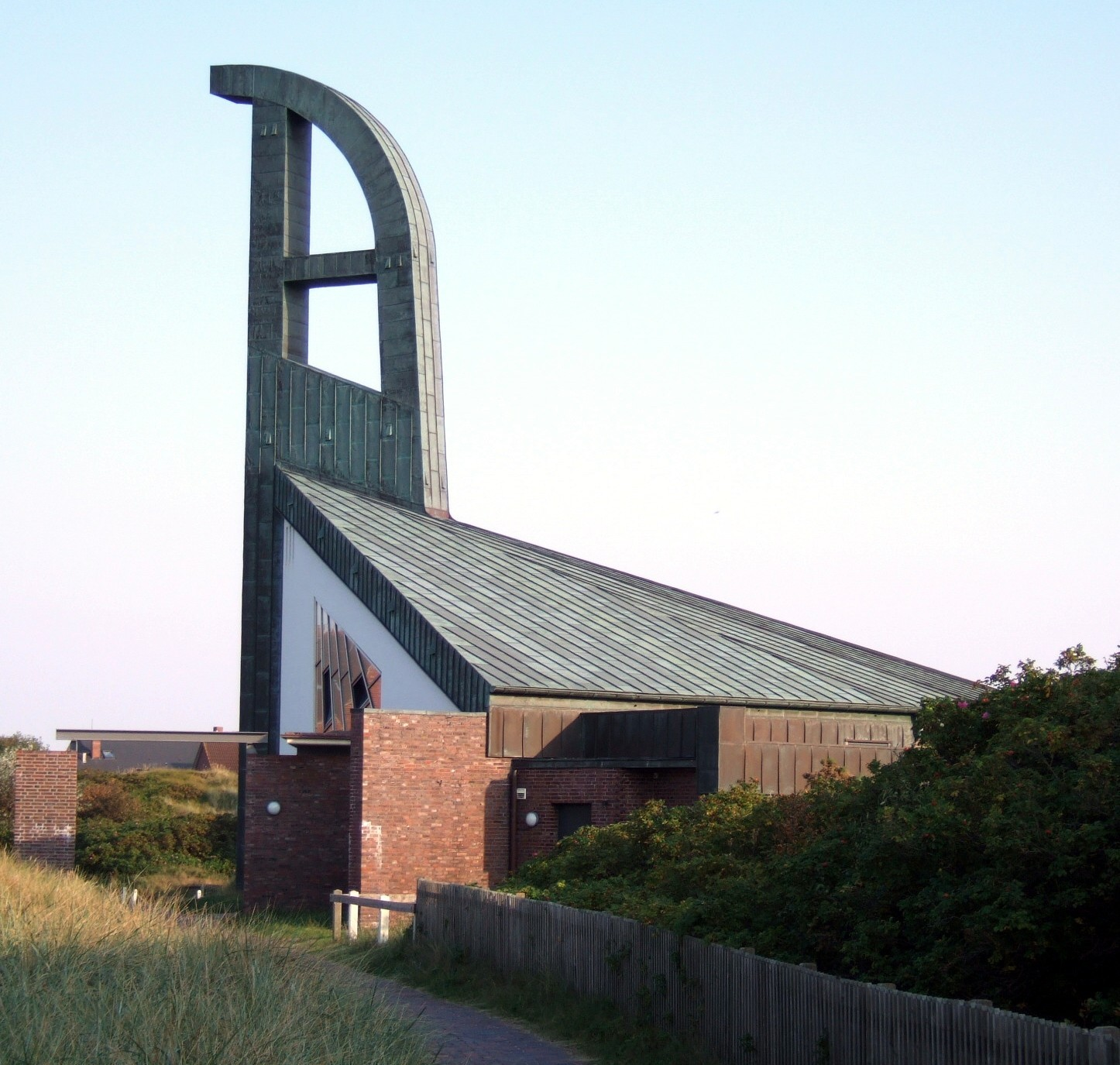
Katholische Kirche
St. Nikolaus

Seit der Einführung der Reformation unter Graf Edzard dem Großen ist Ostfriesland ganz überwiegend evangelisch. Die Hälfte der rund 2000 Inselbewohner gehört der evangelisch-lutherischen Kirche an. Rund 250 Inselbewohner sind Katholiken. Auf Langeoog gibt es sowohl eine evangelische als auch eine römisch-katholische Kirche.

### Evangelische Kirche
Die 1890 fertiggestellte evangelisch-lutherische Inselkirche entstand fünf Jahre nach der Eröffnung des Loccumer Inselhospizes, da der viel kleinere Vorgängerbau von 1859 die stetig steigende Anzahl von Kurgästen auf Langeoog nicht mehr aufnehmen konnte. Sie besitzt einen 24,5 Meter hohen Glockenturm, in dem fünf Glocken hängen. Vier Glocken läuten mehrmals täglich in verschiedenen Variationen. Die fünfte und älteste Glocke schlägt zur vollen Stunde. Die Inselkirche kann knapp 400 Gläubige aufnehmen. Sehenswert ist das ungewöhnliche Altarbild, das der Nordener Künstler Hermann Buß anlässlich der Restaurierung der Inselkirche in den Jahren 1988/1989 schuf. Das zeitgenössische Altarbild zeigt als Leitmotiv ein gestrandetes Schiff und bildet einen scharfen Kontrast zu dem das Bild tragende Retabel von 1889.

### Katholische Kirche
Erst 1962 entstand als zweites Kirchengebäude der Insel die katholische Nikolauskirche, die in den darauffolgenden Jahren noch erweitert wurde und erst 1973 ihr heutiges Aussehen erhielt. Eine katholische Kirche wurde erst nach dem Zweiten Weltkrieg gebaut, da erst mit dem Ausbau der Inselinfrastruktur während des Dritten Reiches auch Katholiken auf die Insel zogen. Bis dahin waren die Bewohner der Insel wie überall in Ostfriesland traditionell evangelisch. Aktuell hat die Gemeinde keinen eigenen hauptamtlichen Seelsorger, sondern wird von Esens aus betreut.

## Politik
Langeoog verfügte spätestens ab 1630 über einen Inselvogt. Melchior Edden Garmer wurde als solcher 1636 auch namentlich bezeichnet. Eine weitere – unvollständige – Aufzählung seiner Nachfolger, sofern vorhanden mit Amtszeit:
- Hayduck Taaken, um 1741, der erste Erbauer eines Hauses bei der heutigen Meierei[58][59]
- Otto Leuß, 1747–1777 war Schiffer und stammte aus Bensersiel. Nach ihm wurde der Otto-Leuß-Weg benannt.[60]
- Gerjet Ludwig Kuper
- Friedrich Jacob Pauls, um 1845[61]
- Oeljeschlager, um 1904[62]

### Rat
- Grüne: 1
- Langeoogers: 3
- UfL: 2
- Einzel 1: 1
- Einzel 2: 1
- CDU: 2

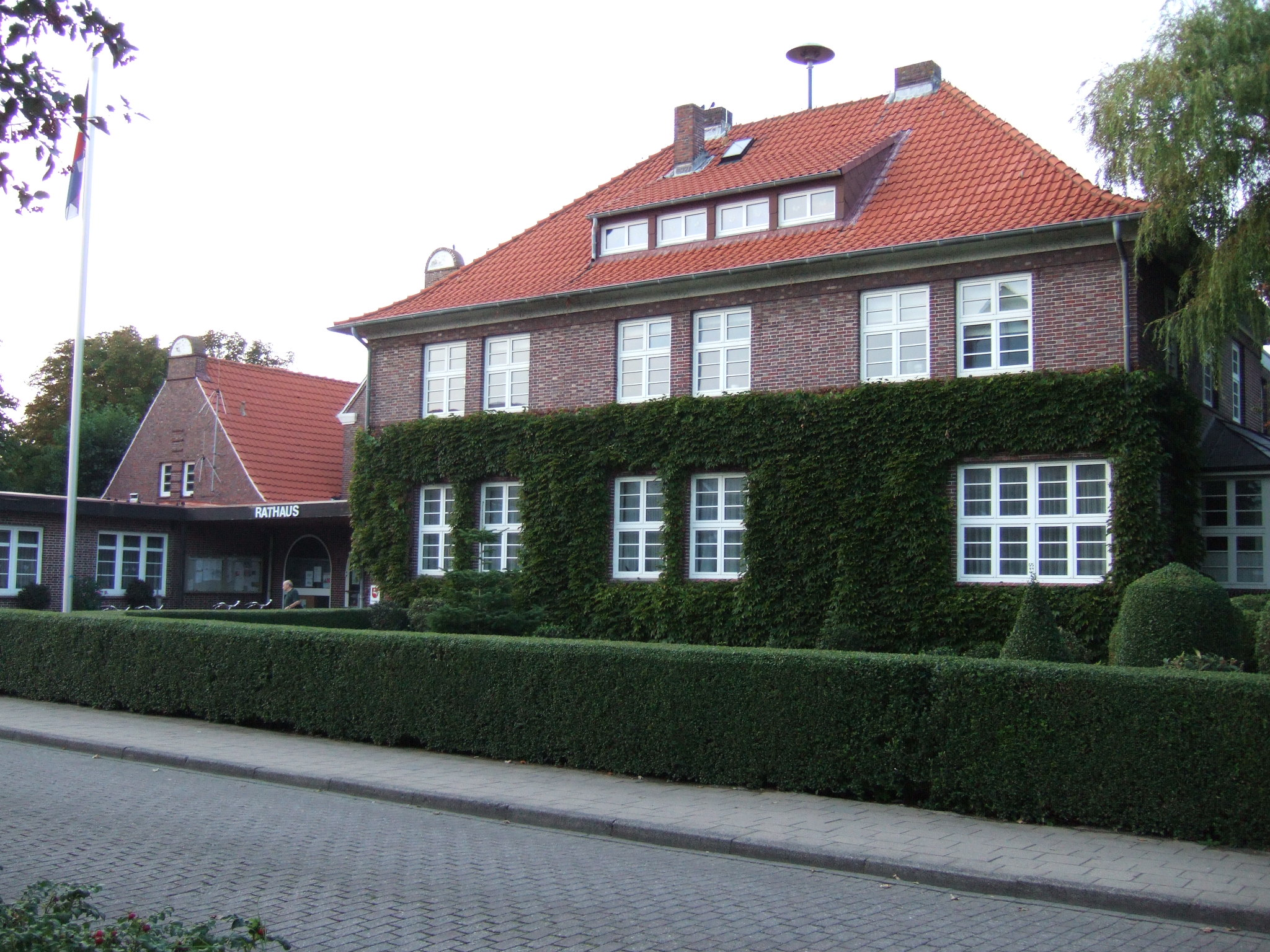
Das 1938 erbaute und 1985 erweiterte Rathaus von Langeoog

Der Rat der Inselgemeinde Langeoog hat zehn Mitglieder. Dies ist die festgelegte Anzahl für eine Gemeinde mit einer Einwohnerzahl zwischen 1001 und 2000 Einwohnern. Die zehn Ratsmitglieder werden durch eine Kommunalwahl für jeweils fünf Jahre gewählt. Die aktuelle Amtszeit begann am 1. November 2016 und endet am 31. Oktober 2021.
Stimmberechtigt im Rat ist außerdem die hauptamtliche Bürgermeisterin Heike Horn.
Die letzte Kommunalwahl vom 12. September 2021 ergab das folgende Ergebnis:
| Partei                     | Gültige Stimmen | Anzahl Sitze | Veränderung Sitze |
| -------------------------- | --------------- | ------------ | ----------------- |
| Bürgerliste Langeoogers    | 779             | 3            | +3                |
| CDU                        | 457             | 2            | −1                |
| Union für Langeoog         | 554             | 2            | +0                |
| Bündnis 90/Die Grünen      | 365             | 1            | +0                |
| Einzelbewerber Garrels     | 233             | 1            | +1                |
| Einzelbewerber Recktenwald | 196             | 1            | +1                |
| SPD                        | 159             | 0            | −2                |

### Bürgermeister
Am 30. März 2025 fand eine vorgezogene Neuwahl des Bürgermeisters statt, nachdem die bisherige Bürgermeisterin im November 2024 durch den Gemeinderat abgewählt worden war. Bei der Wahl setzte sich Onno Brüling (CDU) im ersten Wahlgang mit 59,3 % der Stimmen gegen zwei Mitbewerber durch. Jan Martin Janssen (Union für Langeoog) bekam 31,9 % der Stimmen, Rüdiger Schmidt (Bürgerliste Langeoogers) erhielt 8,8 % der Stimmen. Die Wahlbeteiligung lag bei 69,4 %.
Liste Langeooger Bürgermeister
- Gerjet Ludwig Kuper, Inselvogt und Bürgermeister um 1760
- Gerhard Wagner (NSDAP), 1941–1946
- Ewald Hube, 1964–1965 (Wählergemeinschaft)
- Ewald Aukes, 1966–1967 (Wählergemeinschaft)
- Heli Leiß (CDU), XXXX–1984
- Manfred Schreiber (CDU), 1984–1986
- Ulf Lümkemann (SPD), 1986–1991
- Manfred Schreiber (CDU), 1991–1996
- Ulf Lümkemann (SPD), 1996–2001
- Manfred Schreiber (CDU) 2001–2004
- Hans Janssen (parteilos), 2004–2011
- Uwe Garrels (parteilos), 2011–2019
- Heike Horn (parteilos), 2019–2024
- Onno Brüling (CDU), seit 2025

### Vertreter in Land- und Bundestag
Langeoog gehört zum Landtagswahlkreis 87 Wittmund/Inseln, der den gesamten Landkreis Wittmund sowie im Landkreis Aurich die Städte Norderney und Wiesmoor, die Gemeinde Dornum und die Inselgemeinden Juist und Baltrum umfasst. Bei der letzten Landtagswahl in Niedersachsen vom 9. Oktober 2022 wurde das Direktmandat von Karin Emken (SPD) gewonnen. Sie erhielt 38,5 % der Stimmen. Emken löst damit den vorherigen Landtagsabgeordneten Jochen Beekhuis (parteilos, zuvor SPD) ab, der seit seinem Ausschluss aus der SPD-Fraktion am 22. Oktober 2019 dem Landtag als fraktionsloser Abgeordneter angehörte.
Langeoog gehört zum Bundestagswahlkreis Friesland – Wilhelmshaven – Wittmund. Er umfasst die Stadt Wilhelmshaven sowie die Landkreise Friesland und Wittmund. Bei der Bundestagswahl 2025 gewann die Sozialdemokratin Siemtje Möller das Direktmandat zum dritten Mal in Folge. Über Listenplätze ihrer Parteien zogen Anne Janssen (CDU) und Martin Sichert (AfD) aus dem Wahlkreis in den Bundestag ein.

### Wappen
| Wappen von Langeoog | Blasonierung: „Auf blauem Schild zwei venezianisch rote Segel auf sich überschlagenden weißen Wogen und drei schwebende silberne (weiße) Möwen.“ |
| Wappen von Langeoog | Wappenbegründung: Der Rat hat 1946 das Wappen angenommen, das bereits vom lokalen Turn- und Sportverein geführt wurde.                           |

## Kultur und Sehenswürdigkeiten

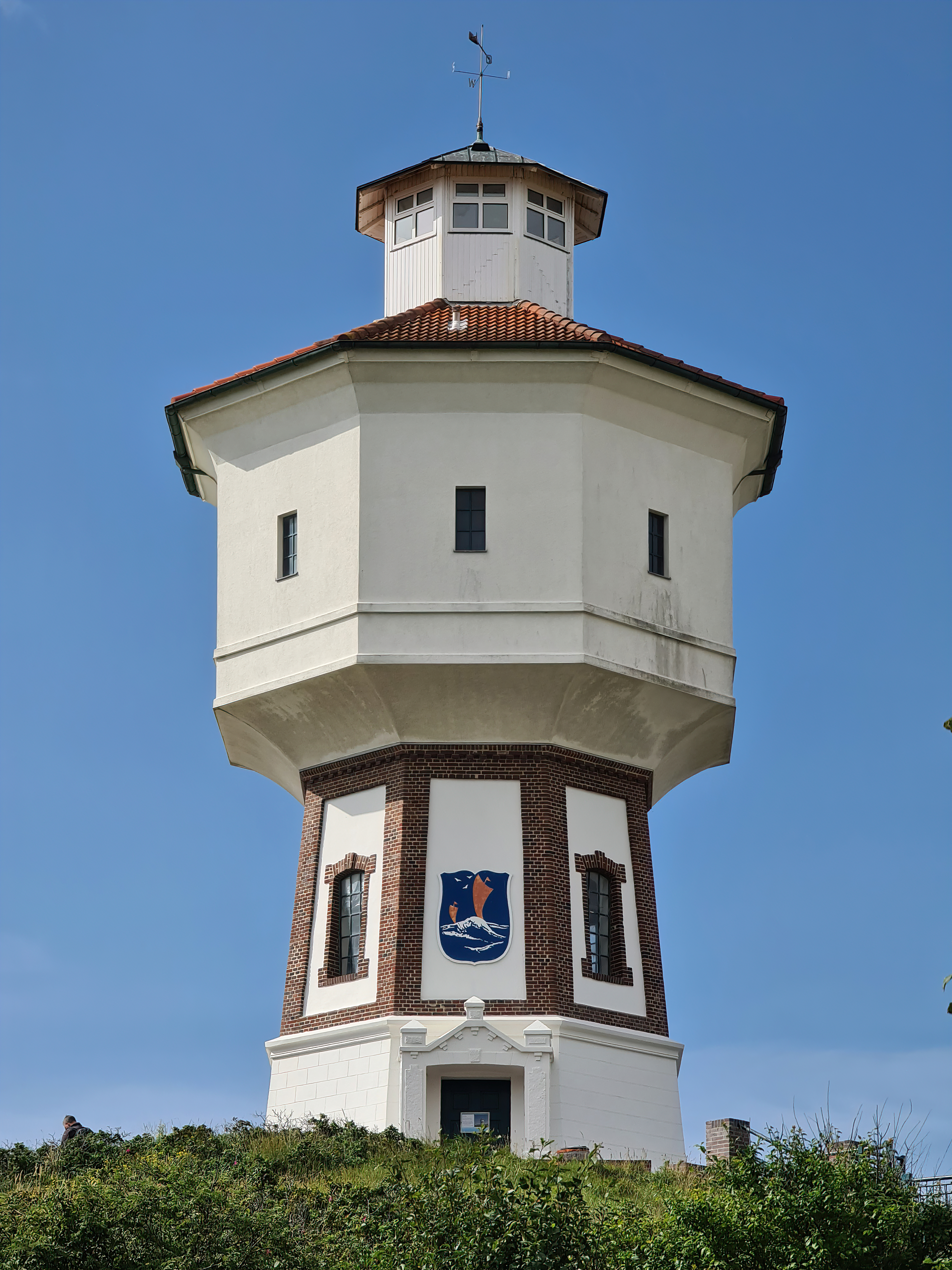
Wasserturm Langeoog

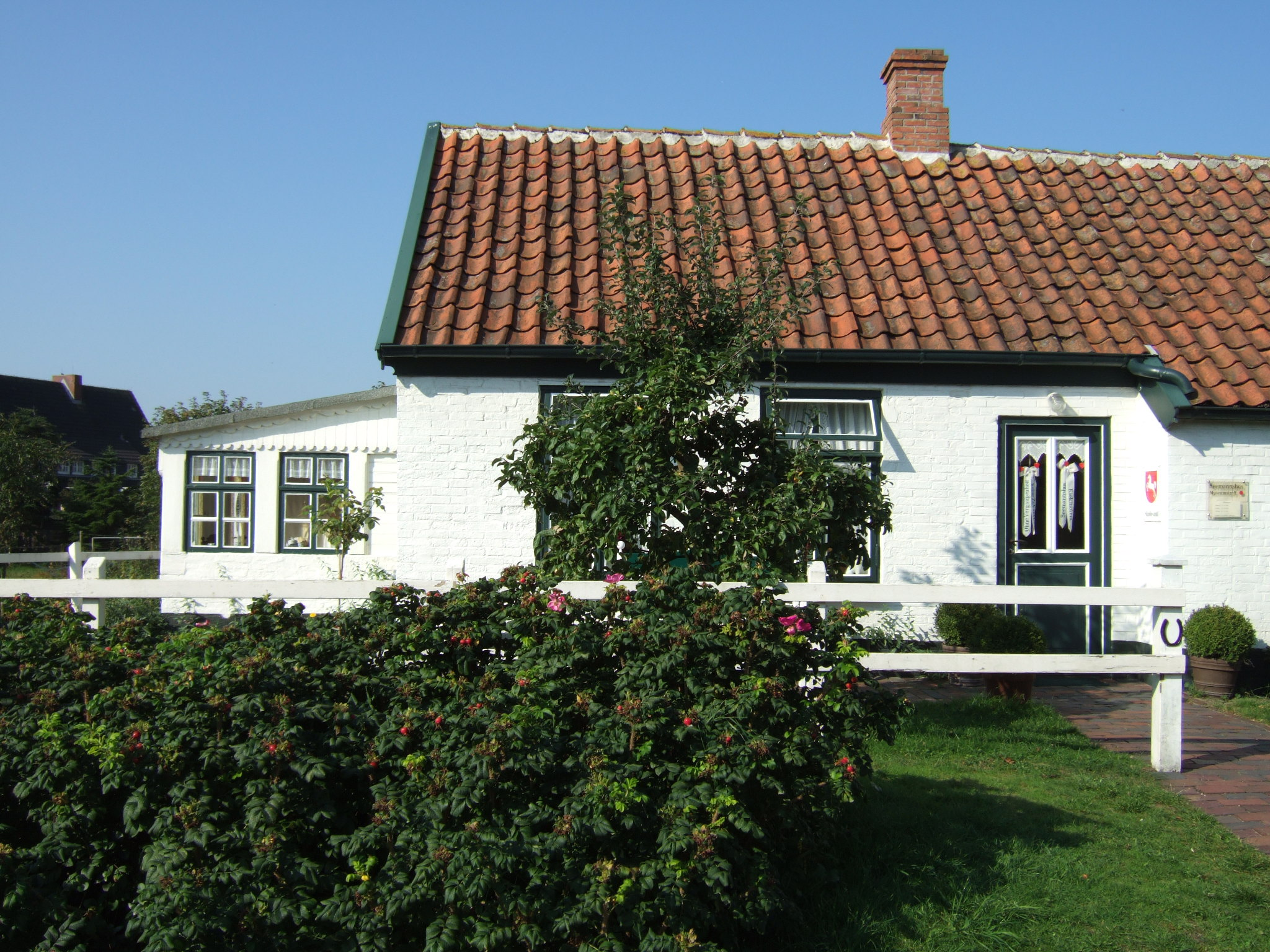
Inselmuseum Seemannshus

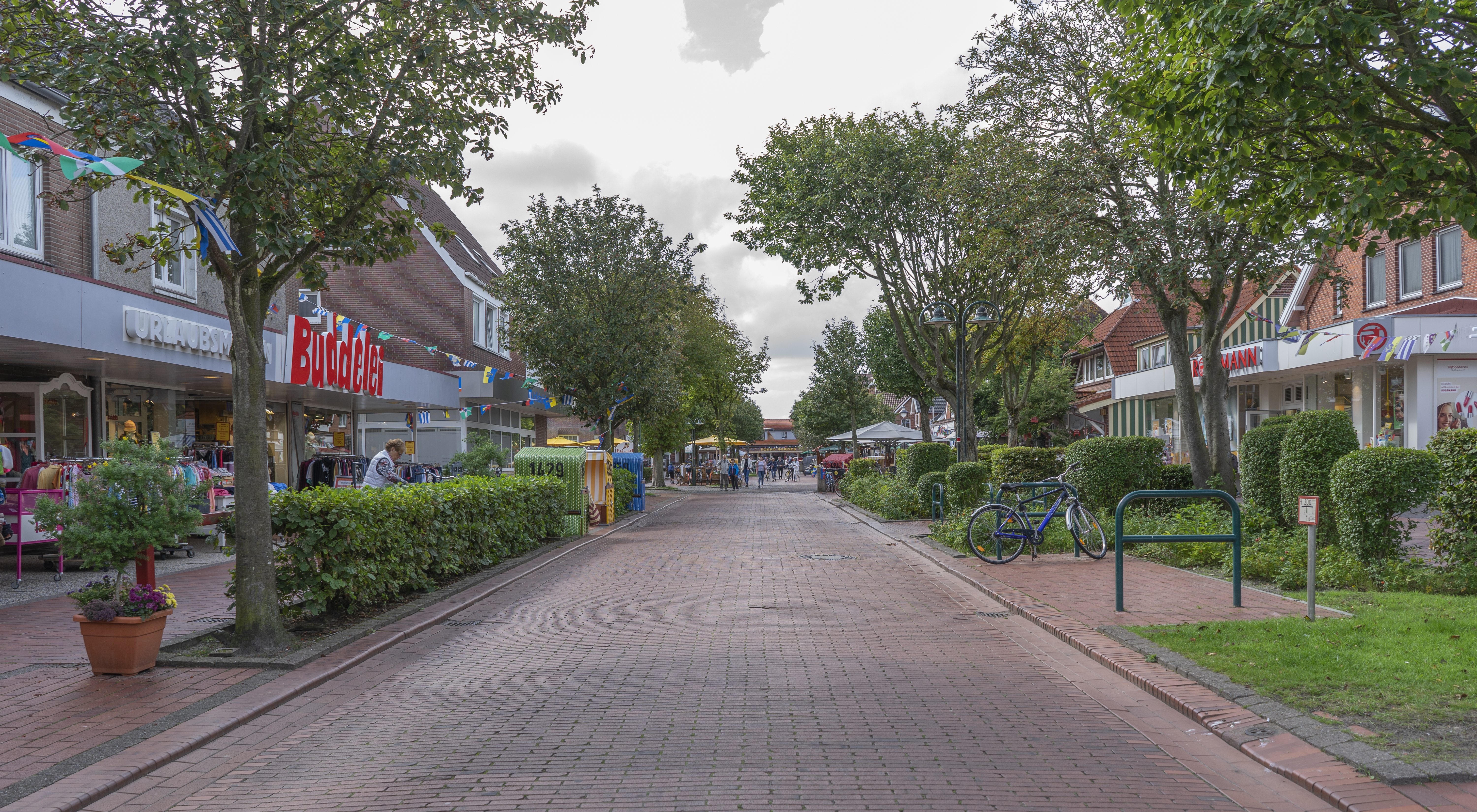
Die Einkaufsmeile von Langeoog: Die Barkhausenstraße

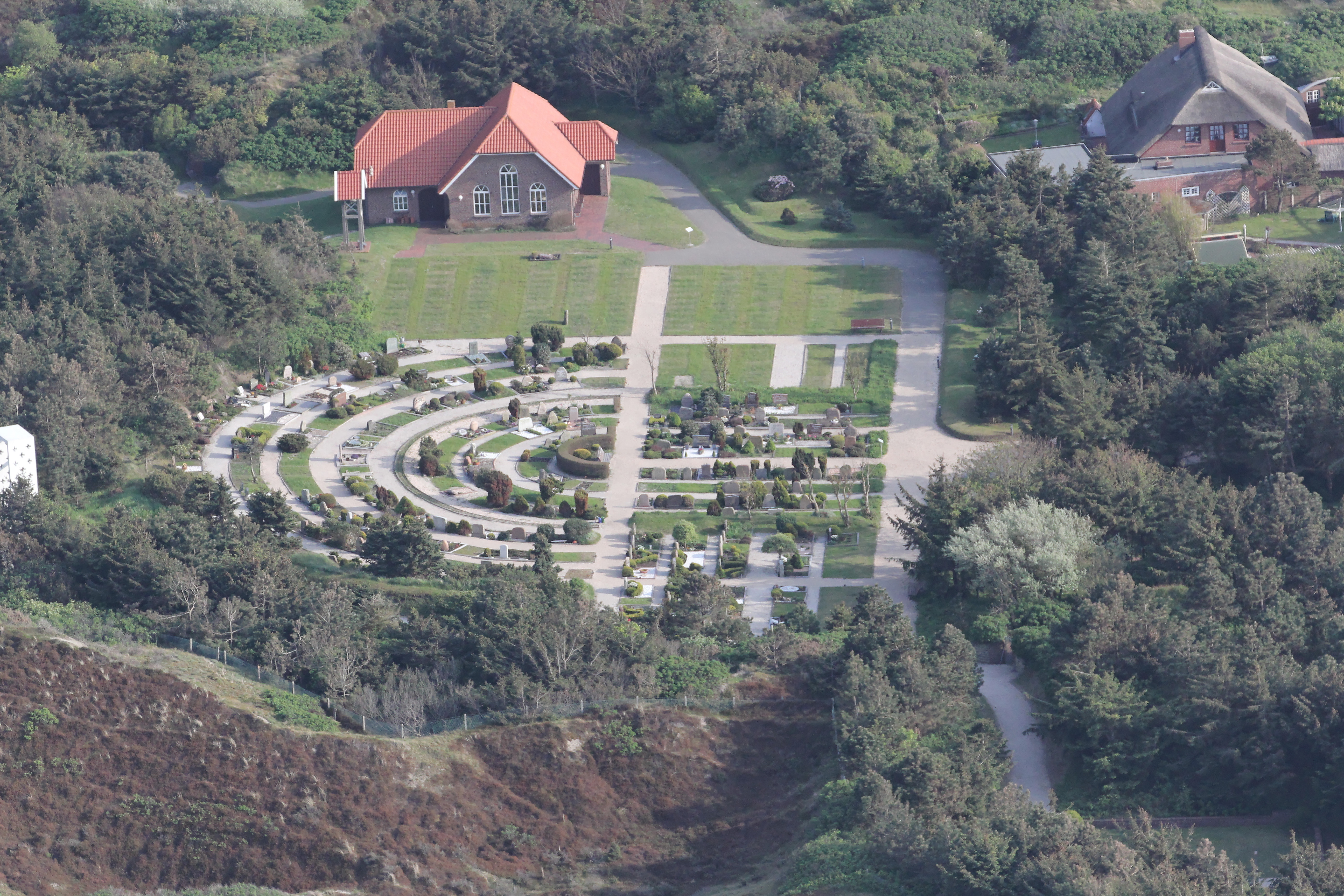
Dünenfriedhof mit Gedenkstätte für russische Kriegsgefangene

Der 1909 erbaute Wasserturm Langeoog ist das Wahrzeichen der Insel und kann während der Sommersaison bestiegen werden. Zu seinem 100-jährigen Bestehen 2009 wurde er aufwändig renoviert. Von oben hat man eine Aussicht über das Dorf und die Dünen, die das Dorf vom Strand trennen. Etwa vier Meter westlich des Turms befindet sich ein viereckiger Granitpfeiler, dessen obere waagerechte, mit einem Kreuz versehene Fläche einen trigonometrischen Punkt im europäischen Hauptdreiecksnetz darstellt. Dieser liegt auf einer Höhe von 17,75 m ü. NHN.
Das Langeooger Kurzentrum mit dem 1983/1984 entstandenen Kurgarten befindet sich im Nordwesten des Inseldorfes. Zu den Kureinrichtungen gehört unter anderem ein Meerwasserwellenbrandungsbad mit einer Wassertemperatur von 28 °C und ein Erlebnisbad mit einer Wassertemperatur von 30 °C. Dazu gehört eine 42 Meter lange Wasserrutsche. Für Veranstaltungen wird das 1973 eröffnete Haus der Insel genutzt. Hier finden im Sommer regelmäßig Musik- und Kulturveranstaltungen sowie Ausstellungen statt. Im Haus der Insel befindet sich seit 1981 das Langeooger Schifffahrtsmuseum mit einer großen Sammlung an Schiffsmodellen sowie der Dauerausstellung Müll im Meer. Ein 1998 eingerichtetes Nordseeaquarium im Museum wurde 2013 wieder abgeschafft. Vor dem Haus der Insel kann man das alte Museumsrettungsboot Langeoog besichtigen, das sich von der In-Dienst-Stellung 1945 bis Juli 1980 im Einsatz befand und seit diesem Jahr dort ausgestellt ist.
Im Caspar-Döring-Pad befindet sich das Heimatmuseum der Insel. Dieses Seemannshus ist ein altes Insulanerhaus mit Wohnstube, Veranda und vier Gästezimmern aus dem Jahr 1844, in dessen Räumlichkeiten der örtliche Heimatverein Ausstellungsstücke aus der Langeooger Geschichte sowie Gegenstände aus dem Leben der Insulaner ausstellt. Weiter ist es Nebenstandort des Standesamtes Langeoog, dadurch ist es möglich, sich in der ehemaligen Wohnstube des Seemannshus trauen zu lassen.
Im seit 1992 stillgelegten Wasserwerk-West befindet sich seit dem Juni 2000 das Infohaus „Altes Wasserwerk“. Es erläutert den Besuchern die Schwierigkeiten bei der Trinkwasserversorgung der Insel. Die Langeooger Trinkwassergewinnung erfolgt über eine große unter der Insel liegende Süßwasserlinse. Die Ausstellung informiert über die Süßwasserlinse, ihre Lage und ihren Schutz sowie über die notwendigen Schritte von der Förderung bis zur Bereitstellung als Trinkwasser. Das Infohaus befindet sich am Ende der Mittelstraße und kann täglich unentgeltlich besichtigt werden.
Auf der Nordseite des Inselbahnhofs befindet sich das Denkmal einer historischen Diesellokomotive. Die rund 4,4 Meter lange Kö 2 wurde 1937 für die damalige Inselbahn gebaut und fuhr über Jahrzehnte auf der Insel. 1982 erfolgte die Außerdienststellung. Seit 1987 steht die kleine zweiachsige Diesellokomotive als Denkmal am Bahnhof.
Die nach dem ehemaligen Kurator des Inselhospizes des Klosters Loccum, Friedrich Wilhelm Barkhausen, benannte Barkhausenstraße und die Hauptstraße sind die beiden Hauptgeschäftsstraßen im Ortszentrum von Langeoog. Die meisten Einkaufsgelegenheiten, Restaurants, Kneipen, Cafés und Fahrradverleihe liegen an diesen beiden Straßen. Obwohl Langeoog bereits als autofreie Insel verkehrsberuhigt ist, wurden diese beiden Straßen im Dorfzentrum zu einer Fußgängerzone erklärt, die nur von Pferdefuhrwerken, Elektrofahrzeugen von Gewerbetreibenden und Radfahrern im Schritttempo befahren werden darf. Sehenswürdigkeiten in der Barkhausenstraße sind die Bronze-Skulptur eines Fischers vor einem Café sowie die im April 2007 eingeweihte Bronze-Skulptur des Langeooger Fährkapitäns Johann Wilhelm Leiß.
Der Langeooger Dünenfriedhof liegt nordöstlich des Inseldorfs inmitten von Dünen. Er ist vor allem wegen des Grabs der 1972 bestatteten Sängerin Lale Andersen bekannt. Weiter befinden sich hier auch zwei Gedenkstätten. Die eine, auf dem so genannten „Russenfriedhof“, erinnert an 113 auf Langeoog gestorbene sowjetische Kriegsgefangene, die ab August 1941 zum Bau eines neuen Luftwaffenstützpunkts auf die Insel verbracht wurden und an der unmenschlichen Behandlung starben. Das Massengrab am Rande des Dünenfriedhofs wird heute durch sechs Stelen mit den Namen der 113 Toten markiert. Die zweite Gedenkstätte erinnert an die rund 450 Baltendeutschen, die im Februar 1945 aus einem Altenheim in Schwetz/Westpreußen evakuiert wurden und nach einer dramatischen Flucht auf Langeoog eine neue Heimat fanden. Viele von ihnen sind in einer eigenen Abteilung auf dem Dünenfriedhof begraben.
Weitere das Bild der Insel prägende Bauwerke sind etwa die Strandhalle oder die Meierei.
Am Strandabschnitt vor dem Pirolatal finden sich im Sand verborgen die Reste eines Schiffswracks, das vermutlich von einem Plattenbodenschiff aus der Zeit der Kontinentalsperre stammt. Gelegentlich wurden die Überreste des Schiffs, in denen man vor vielen Jahren Kanonenkugeln fand, im Laufe der Zeit durch die Gezeiteneinwirkung teilweise freigelegt, wobei 2009 zu erkennen war, dass der Rumpf des Schiffes mittlerweile auseinandergebrochen ist.
Im Haus der Insel ist seit 2007 die Ausstellung Mini-Langeoog – die Insel aus LEGO Steinen zu sehen. Andreas Boecker aus Herford baute mit seiner Familie nach und nach bekannte Szenen aus Langeoog mit Lego-Steinen nach. Darauf aufbauend fanden 2014, 2016 und 2018 Veranstaltungen unter dem Namen „1000 Steine Insel“ im Haus der Insel statt.

## Wirtschaft und Infrastruktur

### Tourismus

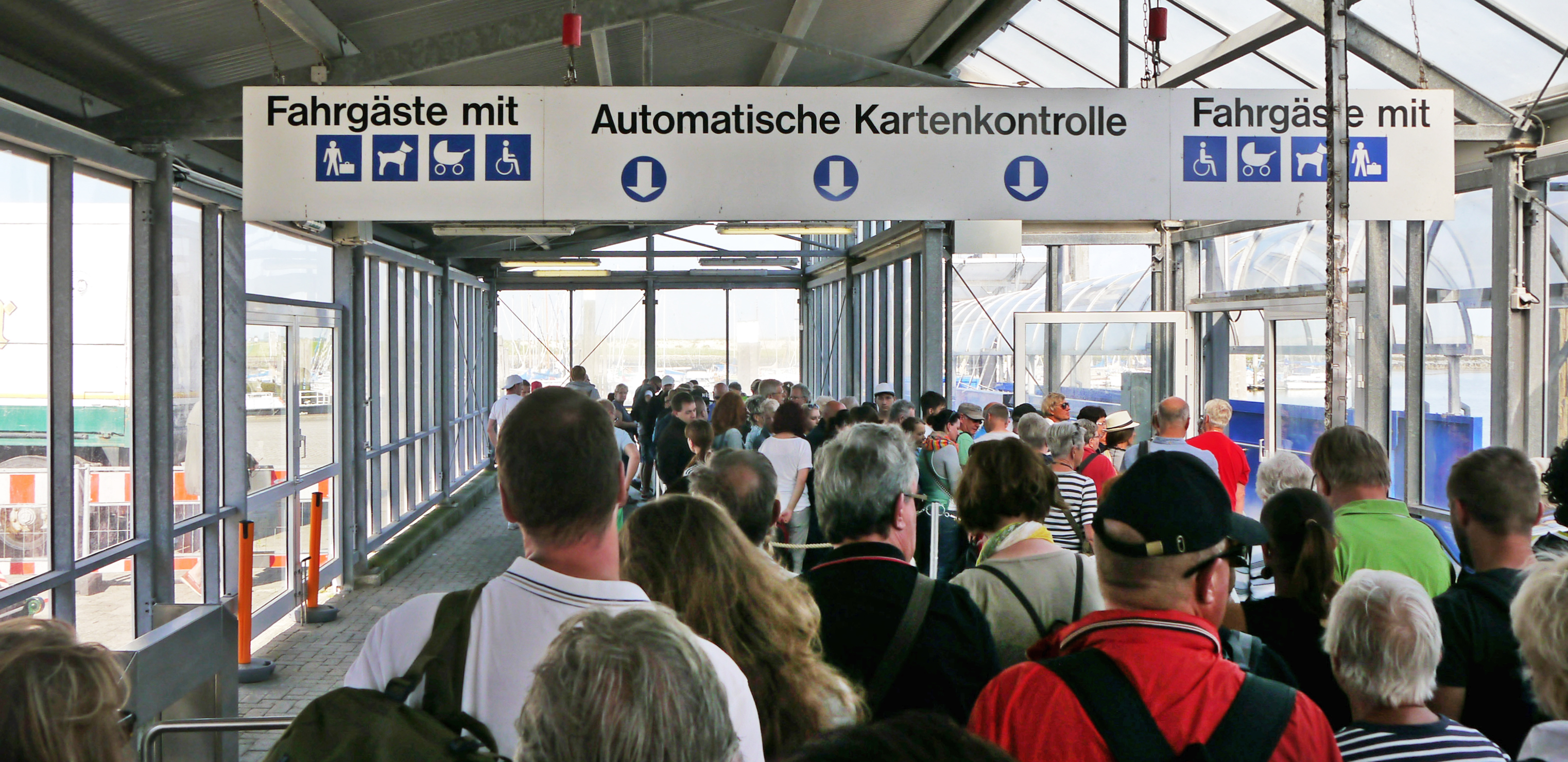
Touristen nach Langeoog

Der Tourismus ist wie auch auf den anderen Ostfriesischen Inseln der zentrale Wirtschaftsfaktor. Vor allem im Sommer besuchen zahlreiche Gäste die Insel, um ihren Urlaub in Ferienwohnungen, Hotels oder Pensionen zu verbringen. Die einzelnen Strandabschnitte sind dabei hinsichtlich der Nutzungsarten teilweise bezeichnet. So existieren im Bereich des Badestrands mehrere als Nichtraucherstrand deklarierte Zonen, in denen das Rauchen untersagt ist. Weitere Bezeichnungen sind etwa Jugendstrand, Surfstrand, Hundestrand, Sportstrand und Drachenstrand. Mitte der 1980er Jahre lag die Zahl der jährlichen Kurgäste bei etwa 83.000, was rund das 27fache der damaligen Einwohnerzahl von 3119 darstellte. Die Insel verfügt auch über eine Jugendherberge. Diese befindet sich einige Kilometer östlich des Inseldorfs in einer 1923 errichteten Domäne nahe der Melkhörndünen. 1953 wurde diese zu einer Jugendherberge mit 126 Betten und 13 Schlafräumen umfunktioniert. Seit dem Jahr 2000 gibt es die „LangeoogCard“. Diese dient als Kurkarte, Fahrkarte für die Inselfähre, Eintrittskarte für das Erlebnisbad und berechtigt zur kostenlosen Benutzung der Inselbahn.
Langeoog trat zur touristischen Vermarktung der Insel der Marketing-Organisation Die Nordsee GmbH in Schortens bei, die die sieben bewohnten Ostfriesischen Inseln sowie 15 niedersächsische Küstenorte vertritt.

### Verkehr

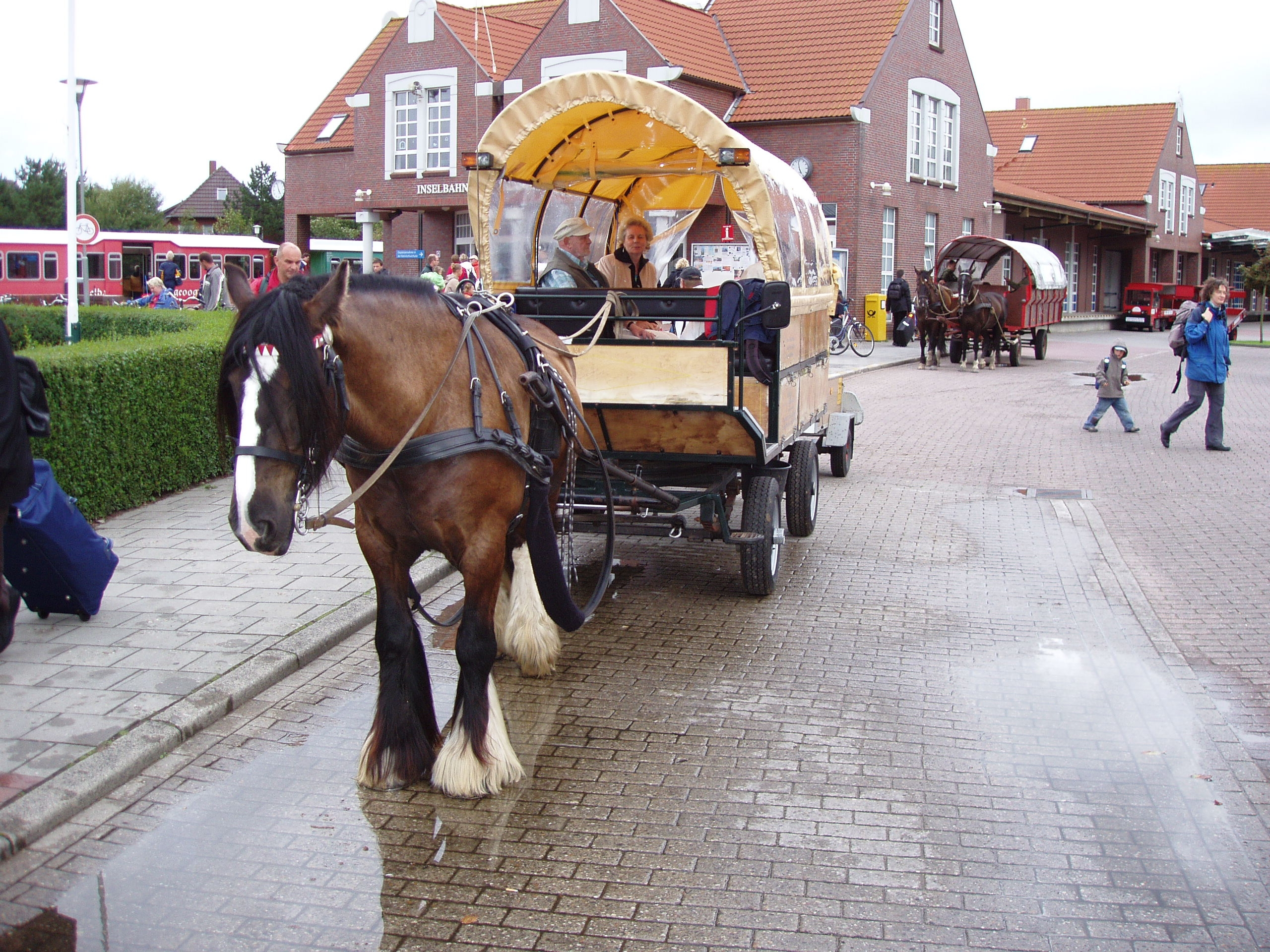
„Inseltaxis“ auf Langeoog

Die Insel ist nahezu frei vom Verkehr mit Verbrennungsmotoren. Erlaubt sind nur Fahrräder, Pferdefuhrwerke, Elektrofahrzeuge für Gewerbetreibende und einige Transportfahrzeuge der Inselgemeinde. Nur Rettungsdienst und Freiwillige Feuerwehr setzen Fahrzeuge mit Otto- bzw. Dieselmotoren ein, außerdem dürfen Traktoren und Baumaschinen fahren.

#### Schiffsverkehr

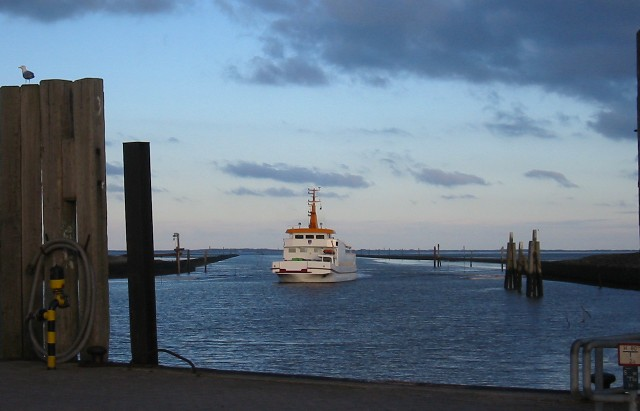
Fährschiff Langeoog IV im Morgengrauen

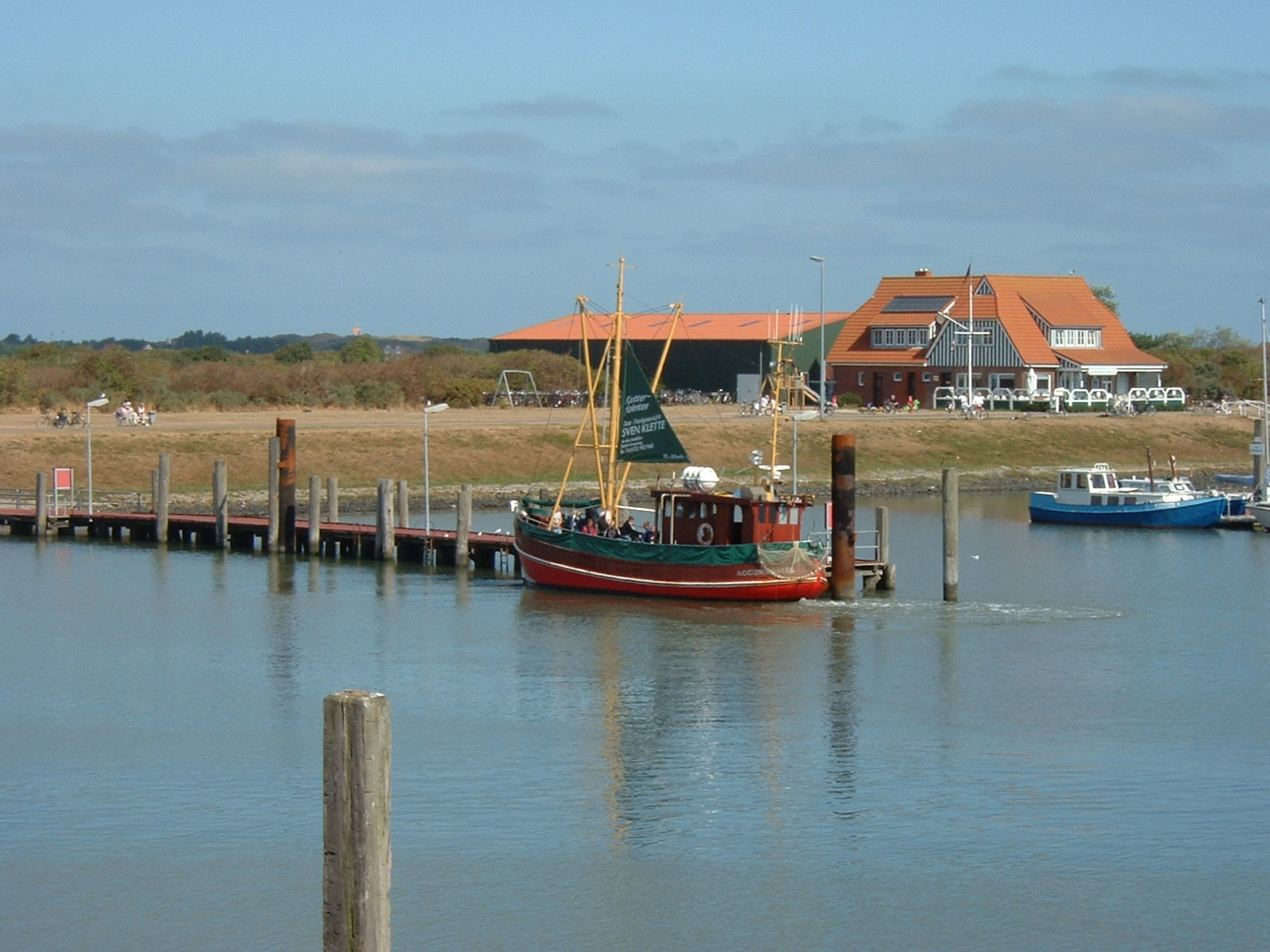
Teil des Langeooger Hafens

Die Insel verfügt über einen Fährhafen, den die inseleigene Schiffahrt der Inselgemeinde Langeoog von Bensersiel aus anfährt. In der Saison werden von dort aus auch touristische Tagesfahrten nach Norderney, Baltrum, Spiekeroog oder Wangerooge durchgeführt.
1830 wurde ein herrschaftlicher Fährmann zur Durchführung einer wöchentlichen Verbindung nach Langeoog verpflichtet. 1888 erfolgte die Gründung der Reederei Esens-Bensersiel-Langeoog. Eines deren ersten Fährschiffe war die Kaiserin Auguste Victoria. 1927 kaufte die Gemeinde die Reederei einschließlich der Pferdebahn und benannte diese in „Schifffahrt der Inselgemeinde Langeoog“ um.
Der Langeooger Hafen wurde in den Jahren 1937 bis 1941 erbaut. 1951 wurde eine neue Anlegebrücke im westlichen Teil des Hafens als Ersatz für den im Tide-unabhängigen Hafenbecken befindlichen Ostanleger errichtet. 1978 kam eine Hubbrücke hinzu. Die Fährverbindung ist seit einem Hafenausbau im Jahre 1976 Tide-unabhängig, die Fährzeiten ändern sich also nicht täglich, es wird nur zwischen einem Sommer- und einem Winterfahrplan unterschieden. Die Fahrzeit von Bensersiel aus beträgt etwa 30 Minuten. Aufgrund der Tide-Unabhängigkeit und des zunehmenden Baus von Zweitwohnungen erhöhte sich das Passagieraufkommen in der zweiten Hälfte der 1970er Jahre beträchtlich. Deshalb wurden im Jahre 1979 die beiden Personenfahrgastschiffe Langeoog III und Langeoog IV angeschafft, die jeweils 800 Personen aufnehmen können. Die Schifffahrt der Inselgemeinde Langeoog betreibt heute vier Passagierschiffe (Langeoog I, II, III und IV) sowie zwei Frachtfähren (Pionier und Onkel Otto).
2011/2012 fanden im Hafen Langeoog Instandsetzungsarbeiten statt, die eine Erhöhung des Anlegers auf 3 m ü. NHN und eine neue Anlegebrücke zur Kapazitätserweiterung beinhalteten. Im Jahr 2011 wurden rund 1,2 Millionen Passagiere mit den Fähren befördert. Durchschnittlich finden nach Angaben des zuständigen Hafenbetreibers Niedersachsen Ports im Jahr rund 10.000 meldepflichtige Schiffsbewegungen im Hafen Langeoog statt.

#### Luftverkehr

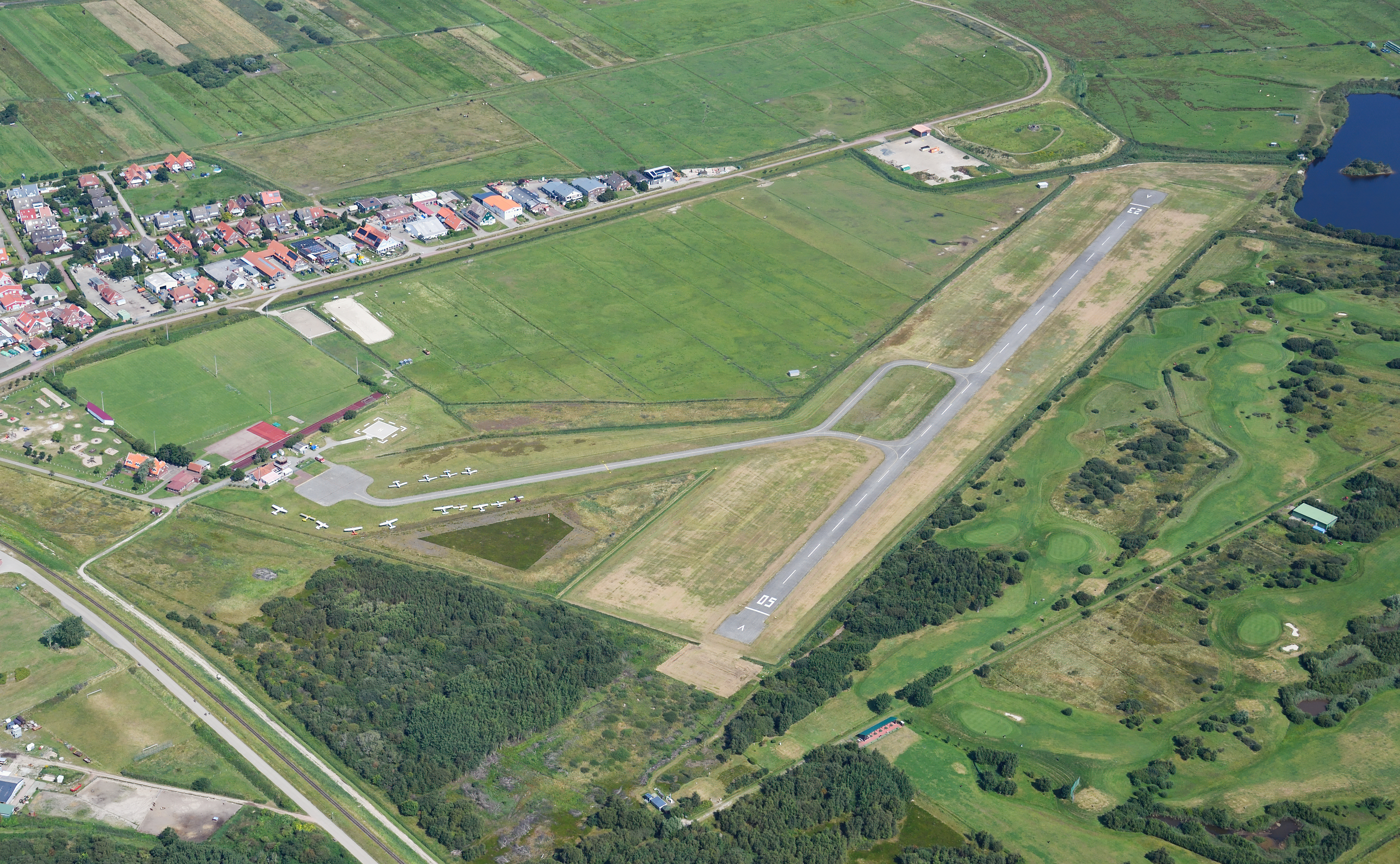
Flugplatz Langeoog

Der Flugplatz Langeoog liegt etwa 500 Meter südöstlich des Inselbahnhofs. Er wird regelmäßig von der in Wittmund ansässigen Fluggesellschaft Luftverkehr Friesland Harle angeflogen.

#### Inselbahn

Inselbahnhof Langeoog mit Touristen

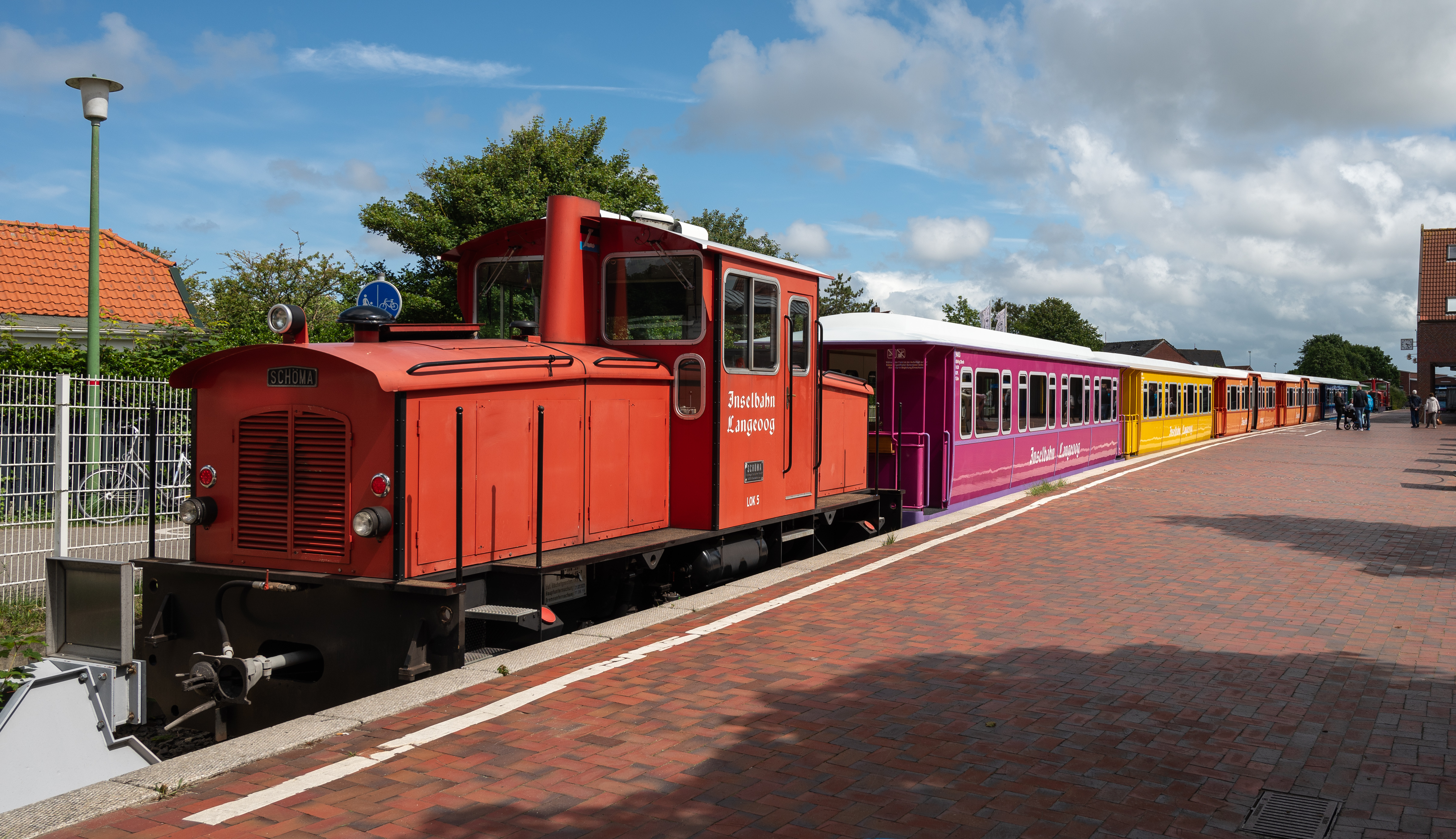
Inselbahn Langeoog

Die Inselbahn Langeoog verbindet den Fährhafen mit dem Ortskern. Die Fahrzeit für die 2,5 Kilometer vom Hafen zum Inseldorf beträgt etwa sieben Minuten.
Am 22. Juni 1901 wurde von der Reederei eine 3,5 Kilometer lange Pferdebahn in Betrieb genommen, die vom damaligen Anleger, der nahe dem heutigen Hafen gelegen war, durch das Inseldorf zum Hospiz führte. Dazu wurde die Langeooger Pferdebahngesellschaft OHG gegründet. Nach Zerstörung des Anlegers durch eine Sturmflut Ende 1936 wurde die Pferdebahn durch eine motorisierte Inselbahn mit Meterspur ersetzt. Die Inbetriebnahme erfolgte am 2. Juli 1937. Seitdem führt die Inselbahn nicht mehr durch das Inseldorf, sondern endet im neuen Inselbahnhof am Ortsrand. 1995 wurden für die Inselbahn zwei neue Züge mit insgesamt zehn Waggons und fünf Lokomotiven beschafft. Zwischen 1993 und 1996 wurde der Inselbahnhof von 1937 durch einen Neubau an gleicher Stelle ersetzt. 2005 wurden noch zwei Personenwagen beschafft, die jeweils mit Einstiegshilfen für Rollstühle und Kinderwagen versehen sind. Der Güterverkehr auf der Inselbahn wurde am 30. April 2008 eingestellt. Die Güterwagen wurden 2009 bis auf drei Wagen für den Gepäckbehälterverkehr verkauft. Im Jahr 2014 verfügte die Inselbahn über fünf Lokomotiven für den Personenverkehr, zwei Güterzuglokomotiven, zwölf Personenwagen, zwei Güterwagen für die Beförderung von Gepäckbehältern und einen Güterwagen für bahndienstliche Zwecke.

### Rettungsstation der DGzRS
Seit 1861 besteht auf Langeoog eine Rettungsstation der Deutschen Gesellschaft zur Rettung Schiffbrüchiger (DGzRS). Die Gesellschaft stattete die Station über die Jahre immer mit neuen Booten aus. Die anfänglichen Ruderrettungsboote wurden mit dem Aufkommen von zuverlässigen Dieselmotoren durch Motorrettungsboote ersetzt. Seit 1980 lagen auf Langeoog für 20 Jahre auch Seenotkreuzer, die von einer hauptamtlichen Besatzung gefahren wurden. Seit 2001 besetzen freiwillige Helfer ein auf Langeoog stationiertes Seenotrettungsboot.

### Energie-, Wasser- und Internetversorgung
Langeoog ist durch zwei 50 mm2 starke Kupferkabel, die durch das Watt entlang der Fahrrinne führen und mit Kabelbojen markiert sind, mit dem Festland verbunden und damit an die Elektrizitätsversorgung angeschlossen. Dies ist seit 1923 der Fall.
Die Wasserversorgung wird ausschließlich über das auf der Insel in der Süßwasserlinse vorhandene Wasservorkommen gedeckt, auch aus diesem Grund werden die Schutzdünen entlang des Pirolatals regelmäßig verstärkt. Der Wasserverbrauch liegt bei 330.000 m3/ Jahr. Die 18 Vertikal-Förderbrunnen des Oldenburgisch-Ostfriesischen Wasserverbandes (OOWV) liegen im Pirolatal, über ein 29 Kilometer langes Rohrnetz erfolgt die Verteilung an die privaten und gewerblichen Abnehmer. Das Wasserwerk selbst befindet sich in den Dünen östlich des Inseldorfes, seit 1961 erfolgt der Betrieb vollautomatisch. Die Wasseraufbereitung geschieht mittels Quarzsand und Polyaluminiumchloridhydroxid bei einer maximalen Aufbereitungsmenge von 100 m3/Stunde. Die Speicherkapazität beträgt 1250 m3. 1992 wurde die Wasserversorgung an das OOWV übertragen.
Die Deutsche Telekom hat auf Langeoog FTTC-Vectoring ausgebaut, womit Internet mit bis zu 100 Mbit/s möglich ist.

### Medien
Alle außerhalb der Insel erscheinenden Printmedien werden morgens mit der ersten Fähre von Bensersiel auf die Insel gebracht. Der Anzeiger für Harlingerland ist die Tageszeitung für den Landkreis Wittmund, zu dem auch die Insel Langeoog gehört. Die Zeitung erscheint in der Kreisstadt Wittmund und berichtet regelmäßig über Langeooger Themen.
Die Wochenzeitung Langeoog News wird seit Mitte 2005 durch die Langeoog Multimedia GmbH herausgegeben. Sie erscheint wöchentlich von April bis Oktober, in der übrigen Zeit 14-täglich. Sie enthält eine aktuelle Berichterstattung und das Veranstaltungsprogramm der Woche. Die Web-Ausgabe der Langeoog News berichtet ganzjährig täglich von der Insel. Hier findet man aktuelle Berichterstattungen, Veranstaltungstipps, einen Überblick der örtlichen Gastgeber, Fahrplanänderungen und vieles mehr.
Die aktuelle Informationsbroschüre für das Nordseeheilbad Langeoog de Utkieker erscheint im Verlag E. Söker aus Esens. Sie wird in Zusammenarbeit mit der Langeooger Kurverwaltung, der Langeooger Ortshandwerkerschaft, der DEHOGA-Inselgruppe Langeoog und dem Langeooger Einzelhandelsverband erstellt. Die während der Saison monatlich herausgegebene Broschüre berichtet auf mehr als 200 Seiten über Veranstaltungen, Personen und Hintergründe.

### Bildung
Langeoog verfügt mit der Inselschule Langeoog über eine Grund-, Haupt- und Realschule mit Schule für Lernhilfe. Die derzeitige Schülerzahl liegt bei circa 110. Schüler der Insel, die das Abitur machen möchten, besuchen nach der zehnten Klasse das Niedersächsische Internatsgymnasium in Esens. Dessen Schüler kommen zu über 90 % von den Ostfriesischen Inseln. Durch die Schulstrukturreform in Niedersachsen und den damit verbundenen Wegfall der Orientierungsstufe kann es in Zukunft bereits für Schüler ab dem Alter von zehn Jahren nötig werden, nach der vierten Klasse auf das Internat zu wechseln.
Jedes Jahr zu Pfingsten treffen sich ehemalige Schüler und Lehrer des 1988 geschlossenen Nordseegymnasiums und des dazugehörigen Internats auf der Insel. Das seitdem leerstehende Gebäude des Internats wurde am 13. Mai 2009 bei einem Brand vollständig zerstört.

### Sport
Größter Sportverein der Insel ist der 1908 gegründete TSV Langeoog mit über 700 Mitgliedern und 23 Abteilungen. Als Sportstätten nutzt er den nördlich des Flugplatzes gelegenen Sportplatz und die 1966 errichtete Turnhalle in der Friesenstraße. Der Fußball-Bundesligist SC Freiburg nutzte den Sportplatz von 1990 bis 2006 regelmäßig für seine Vorbereitungen auf die Bundesliga-Saison. Auch der 1. FC Köln und die TSG 1899 Hoffenheim absolvierten mit ihren Bundesligamannschaften Trainingslager auf der Insel.
Weiterhin gibt es den am 22. August 1972 gegründeten rund 260 Mitglieder zählenden Seglerverein Langeoog (SVL). Seit Mai 1996 existiert zudem ein Golfklub auf Langeoog. Er verfügt über eine südlich des Flugplatzes angelegte Neun-Loch-Golfplatz-Anlage. Deren Betrieb in einer Zwischenzone des Nationalparks Niedersächsisches Wattenmeer steht in der Diskussion, da er nach Ansicht des Wattenrats seit 2001 illegal erfolgt. Sonstige Sportvereine der Insel sind der 1971 gegründete Schiessverein Langeoog e. V. und der den zwischen Flughafen und Deich gelegenen Baggersee nutzende Langeooger Sportfischerverein, dessen Gründungsdatum der 13. Dezember 1995 ist.
Auf Langeoog findet jährlich im Sommer das Zeltlager des Landessportbundes Niedersachsen mit bis zu 14-tägigen Freizeiten für Kinder und Jugendliche statt.

### Freizeit
Zu den regelmäßigen Veranstaltungen auf der Insel gehört ein im Ortskern von Langeoog abgehaltenes, Dörpfest genanntes Straßenfest. Ebenso wird einmal jährlich ein Schlagball-Wettkampf gegen das Team der benachbarten Insel Spiekeroog durchgeführt. Auch gibt es auf der Insel ein am Hospizplatz gelegenes Kino mit zwei Sälen.

## Sonstiges
Im Jahr 1988 wurde Langeoog durch den damaligen Sozialminister Niedersachsens Hermann Schnipkoweit im Landeswettbewerb Freizeit in Niedersachsen ausgezeichnet.
Die Insel Langeoog wies im Jahr 2004 mit 2775 Euro pro Einwohner die höchste Pro-Kopf-Verschuldung aller Gemeinden in Niedersachsen auf. Ein Grund dafür mag in den oben erwähnten Investitionen insbesondere im Bereich der Inselbahn Langeoog in den 1990er Jahren liegen. Darüber hinaus ist zu beachten, dass die Inselgemeinde aufgrund ihrer besonderen Lage auch gemeindefremde Aufgaben wahrnehmen muss, die auf Festlandsgemeinden etwa der Landkreis übernimmt.
Seit dem Jahr 2007 besteht die Langeooger Inselbrauerei, welche seit dem Jahr 2008 auch die Langeooger Kaffeerösterei mit einem 30 kg gasbefeuertem Trommelröster betreibt. Seit 2012 wird auch Gin unter der Markenbezeichnung Langeooger Black Island G!N produziert.
Anfang 2008 standen die Insel und einige ihrer Bewohner im Mittelpunkt einer mehrteiligen Fernsehserie. In der Kabel1-Sendung Jedes Kilo zählt – Eine Insel wird schlank wurde berichtet, wie 21 Einwohner von Langeoog abgenommen haben. Pro verlorenem Kilogramm erhielten sie 100 Euro, die für wohltätige Zwecke auf der Insel verwendet wurden.
Über die Insel Langeoog wurden mehrere Inselkrimis verfasst, so unter anderem der Inselkrimi Die Langeoog-Lektion der Schriftstellerin Antje Friedrichs. Am 24. November 2013 wurde der auf Langeoog spielende Tatort: Mord auf Langeoog in der ARD ausgestrahlt.

## Persönlichkeiten

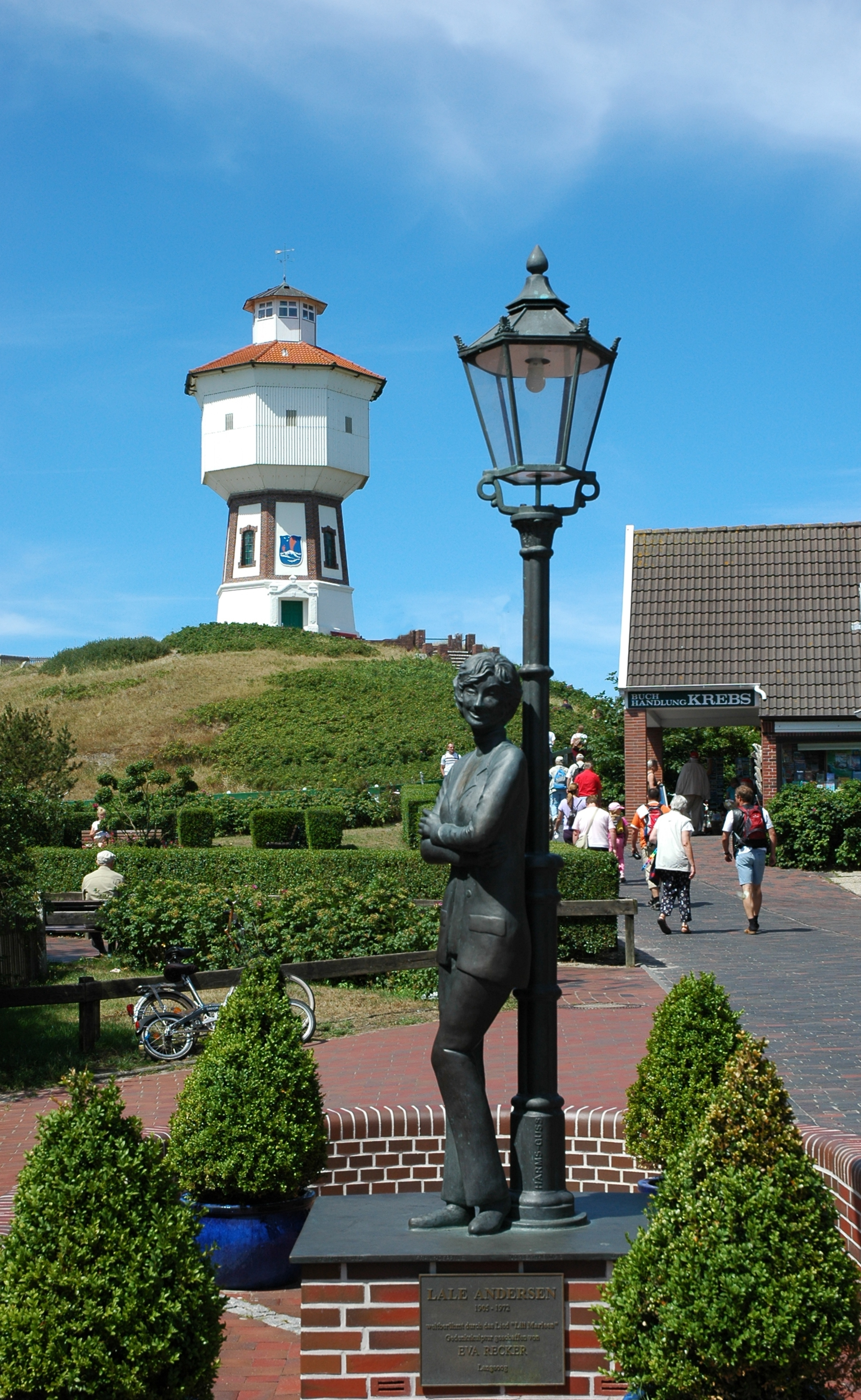
Wasserturm mit Lale-Andersen-Denkmal

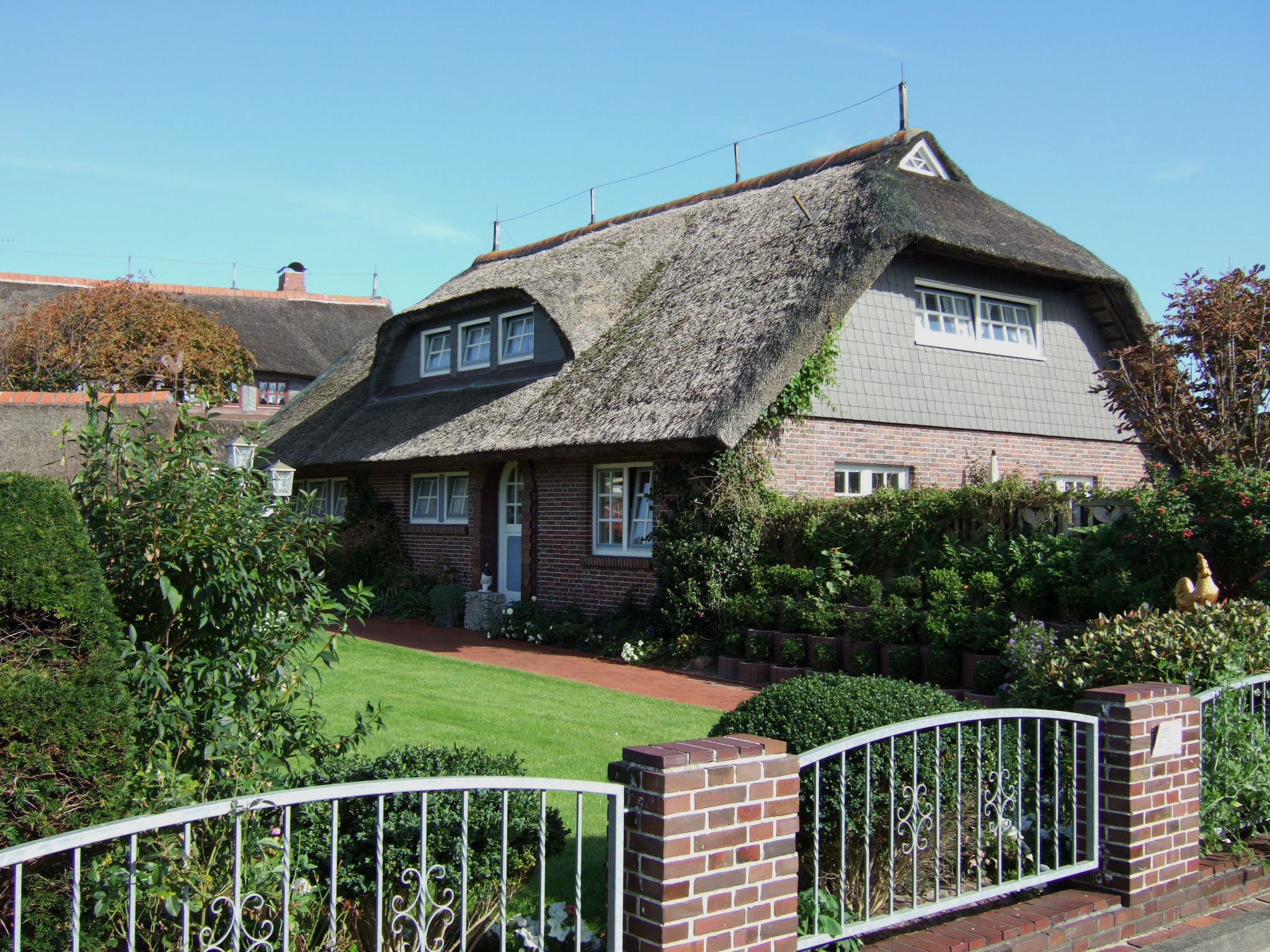
Lale Andersens ehemaliges Haus „Der Sonnenhof“

### Ehrenbürger
Das Ehrenbürgerrecht ist die höchste Würdigung der Gemeinde Langeoog. Sie hat die folgenden Personen damit ausgezeichnet:
- 1980: Jürgen Baron von Schilling (1909–2008)

### Söhne und Töchter der Insel
- Johann Tongers (1881–1969), Pastor, Heimatforscher und Autor; veröffentlichte mehrere Schriften zur Inselgeschichte von Langeoog
- Jan-Gerhard Vestering (* 12. März 1937), Fußballspieler

### Persönlichkeiten, die mit der Insel verbunden sind
- Lale Andersen (* 23. März 1905 in Lehe (Bremerhaven); † 29. August 1972 in Wien), Sängerin und Schauspielerin. Sie war eine der bekanntesten Einwohnerinnen von Langeoog. Die mit dem Lied Lili Marleen weltberühmt gewordene Lale Andersen wohnte viele Jahre im „Sonnenhof“, einem reetgedeckten, aus einer Wehrmachtsbaracke entstandenen[101] Haus auf der Insel. Lange war in diesem ein Café eingerichtet, in dem Bilder, Kleidung und andere Erinnerungsstücke der Sängerin und Schauspielerin ausgestellt waren. Gegenwärtig (Stand: August 2019) wird das Anwesen als Ferienhaus genutzt.[102] Sie wurde 1972 ihrem Wunsch entsprechend auf dem Dünenfriedhof Langeoogs begraben. Zum 100. Geburtstag Andersens am 23. März 2005 wurde unterhalb des Wasserturms ein von der Goldschmiedin Eva Recker geschaffenes Bronzestandbild enthüllt.
- Christian Bartholomae (* 21. Januar 1855 in Forst; † 9. August 1925 auf Langeoog), deutscher Indogermanist, Iranist und Indologe.
- Max Böhlen (* 14. April 1902 in Bern; † 23. August 1971 in Basel), Schweizer Maler. Er besuchte in seiner ostfriesischen Lebensphase während der 1930er Jahre die Insel und schuf dort eines seiner Hauptwerke.[103]
- Willrath Dreesen (* 14. Mai 1878 in Norden; † 14. August 1950 auf Langeoog) Kurdirektor in Langeoog, Redakteur und Schriftsteller
- Rudolf Eucken (* 5. Januar 1846 in Aurich; † 15. September 1926 in Jena), Philosoph und Literaturnobelpreisträger. Er war einer der ersten Urlaubsgäste und wiederholt auf der Insel zu Gast. Er berichtete darüber in seinen Memoiren Ein Stück deutsches Leben. Auf der Insel ist mit dem Rudolf-Eucken-Weg eine Straße nach ihm benannt.
- Wolf Gerlach (* 17. April 1928 in Stolp (Pommern); † 12. November 2012 in Bad Zwischenahn), Bühnenbildner, Filmarchitekt, Karikaturenzeichner, Maler, Autor und Erfinder der „Mainzelmännchens“ und von Ute, Schnute, Kasimir, wuchs auf der Insel auf.
- Peter Hasch (* 1. März 1896; † 16. Oktober 1976), Leiter der NSDAP-Geschäftsstelle in Langeoog.
- Johannes Peter Letzmann (* 19. Juli 1885 in Wenden; † 21. Mai 1971 auf Langeoog), deutsch-baltischer Meteorologe.
- Anselm Prester (* 17. Juli 1943 in Tegernsee), auf der Insel beheimateter deutscher Kunstmaler.[104]
- Richard Windemuth, Schuldirektor der Inselschule in der NS-Zeit seit 1. Oktober 1935 und Chronist der Inselgeschichte.[105]
- Gabriele Wohmann (* 21. Mai 1932 in Darmstadt; † 22. Juni 2015 ebenda) war eine deutsche Schriftstellerin. Als Internatsschülerin besuchte sie das noch nicht anerkannte Nordseepädagogium auf der Insel Langeoog, wo sie ein externes Abitur ablegte und später als Lehrerin unterrichtete.